# Condizione della donna in Asia

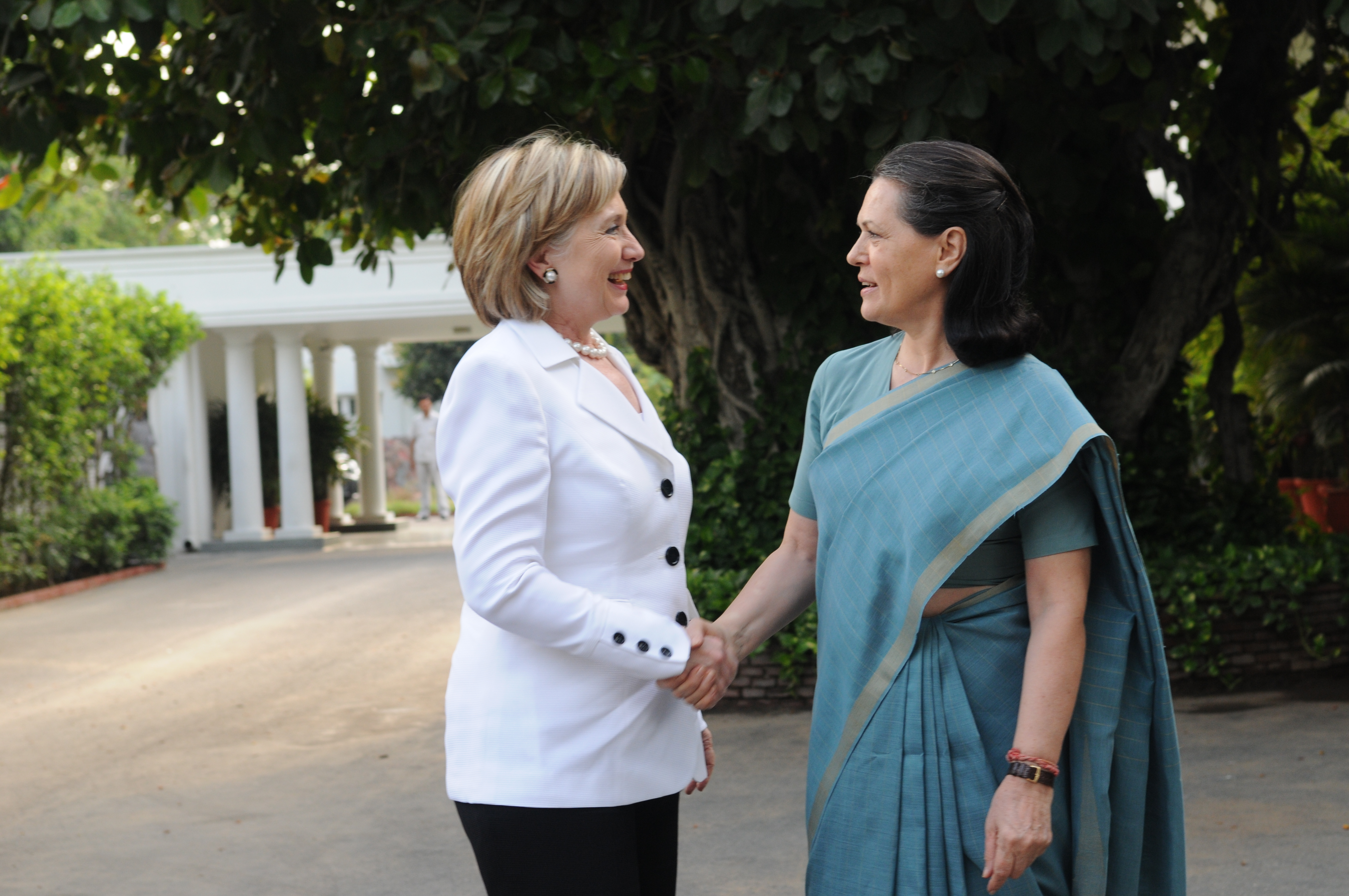
Hillary Clinton a colloquio con Sonia Gandhi, politica indiana di origini italiane.

L'evoluzione della condizione e dei diritti delle donne in Asia coincidono con l'evolvere della storia stessa del continente; essi corrispondono anche con le culture che si sono via via sviluppate al suo interno.
Donne asiatiche che hanno raggiunto un ruolo di notevole importanza all'interno del loro paese sono la rivoluzionaria, scrittrice e femminista cinese dei primi del Novecento Qiu Jin; la filippina Corazon Aquino; l'indiana Indira Gandhi e l'italoindiana Sonia Gandhi; la pakistana Benazir Bhutto e l'israeliana Golda Meir.

## Asia centrale

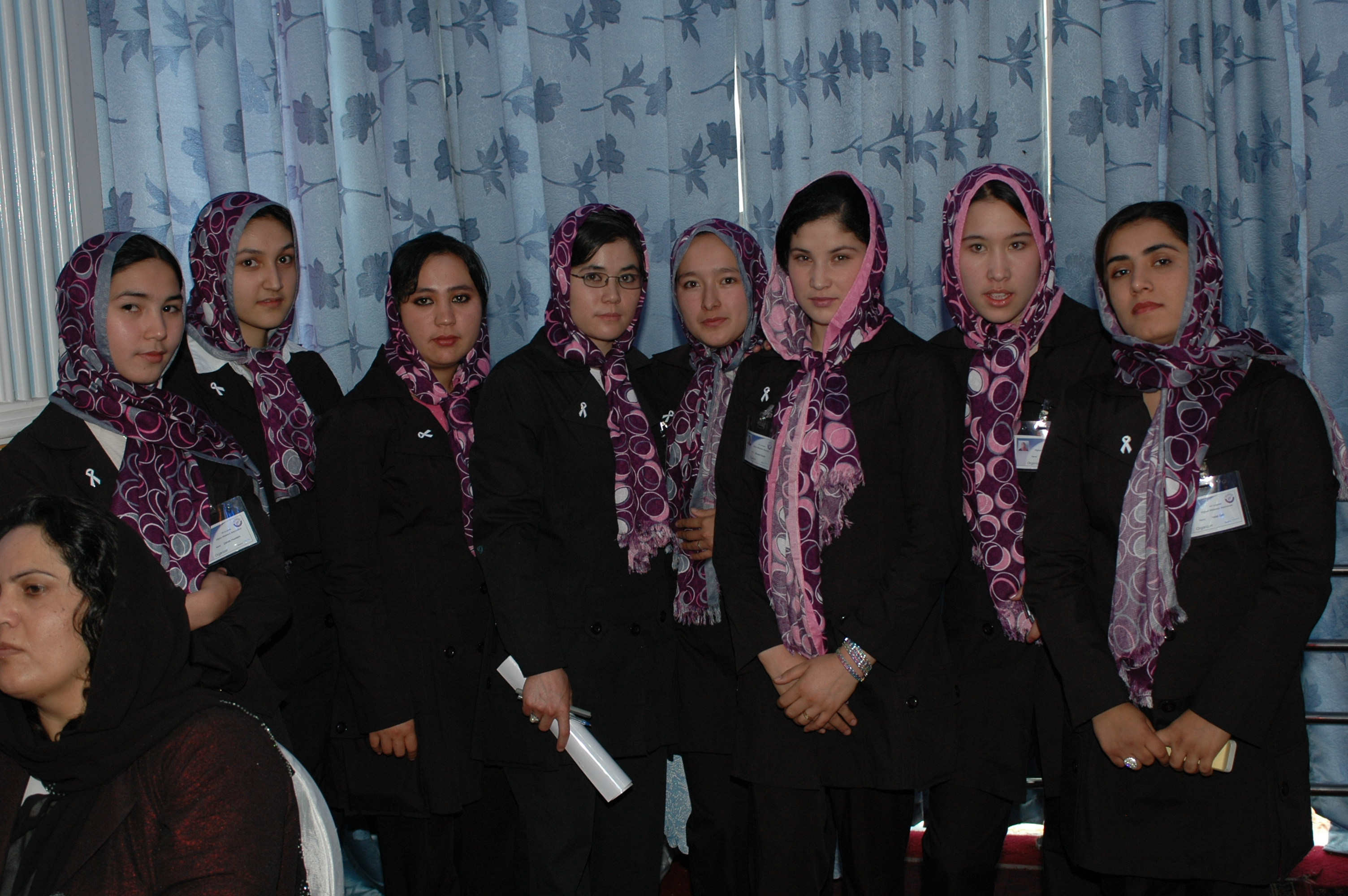
Donne afghane nel maggio 2010

- Afghanistan

I diritti delle donne in Afghanistan hanno subito un'enorme variazione a partire dagli ultimi tre decenni del '900: prima con l'invasione russa del paese, poi sotto il governo dei talebani e dei mujaheddin l'un contro l'altro schierati per tutti gli anni '90, infine con l'occupazione da parte delle truppe occidentali.
Le donne hanno lottato per ottener le minime libertà individuali e per una riforma della società dominata dai maschi: ancora oggi la violenza contro le donne in tutto il paese è molto alta, anche se la situazione sta poco per volta progredendo grazie anche all'aiuto della comunità internazionale.

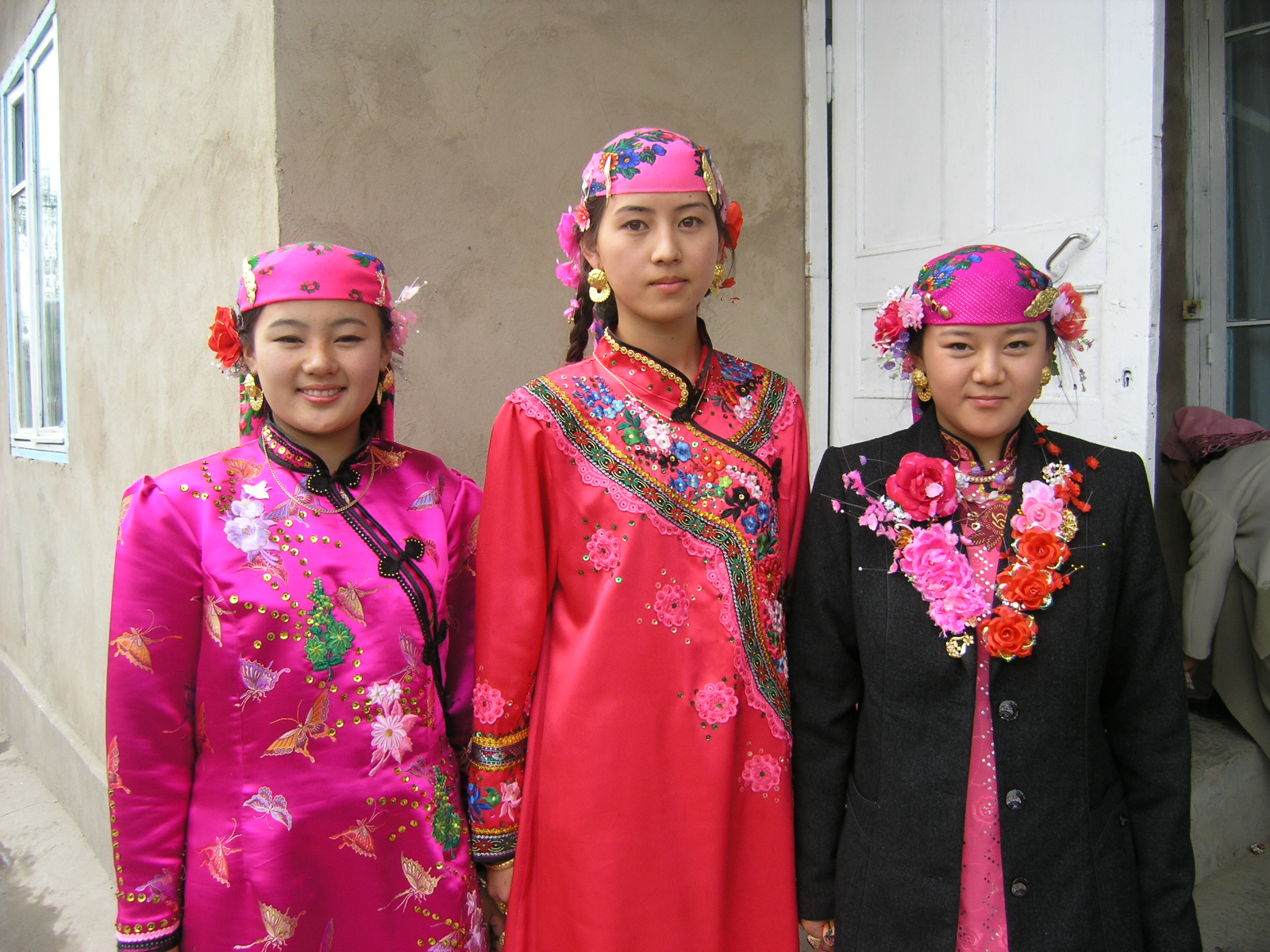
Ragazze di etnia Dungani del Kazakistan.

- Kazakistan

La costituzione del 1995 del paese difende, anche se non del tutto esplicitamente, almeno implicitamente i diritti delle donne in Kazakhistan: viene garantito difatti alla totalità dei cittadini il diritto al lavoro e vieta la discriminazione sulla base dell'origine geografica, del genere, della razza, della nazionalità, del credo religioso o politico, della lingua. In pratica però l'opinione sociale corrente tende ad associare le donne sul posto di lavoro con gli abusi del passato regime sovietico, che ha sempre imposto la parità tra i sessi.
Dai primi anni '90 l'opinione pubblica si è sempre più favorevolmente espressa per un ritorno alle responsabilità primarie femminili, cioè quelle materne dell'allevamento ed educazione dei figli; nel 1995 il presidente Nursultan Nazarbaev ha detto che uno degli obiettivi della repubblica dev'esser quello di creare un'economia in cui una madre può lavorare a casa e così allevare tranquillamente i suoi figli. L'opinione generale si riflette nelle nomine governative e nelle imprese private: è quasi totalmente assente la presenza di donne in posizioni di rilievo all'interno del paese, sia nel mondo politico che nell'ambito commerciale.
- Kirghizistan

Le donne in Kirghizistan hanno sempre mantenuto il ruolo che le ha assegnato la tradizione, mentre le élite religiose praticavano il purdah, come in altre società musulmane asiatiche. A causa delle necessità dell'economia nomadica, la responsabilità lavorativa delle donne era virtualmente uguale a quella degli uomini, assolvendo l'impegno d'occuparsi di faccende, oltre che dell'allevamento dei figli, anche della mungitura, preparazione e conservazione degli alimenti.
All'interno delle famiglie ordinarie, non religiose, le donne godono approssimativamente pari dignità rispetto ai mariti, ma sempre in base ai loro ruoli tradizionali. La letteratura orale comprende anche la storia di Janyl-mirza, una giovane donna che ha guidato la sua tribù alla liberazione dal nemico quando nessun uomo sembrasse avere la capacità di farlo; mentre nel XIX secolo la moglie di Khan Almyn-bek ha guidato un gruppo di tribù kirghize alla conquista della città russa di Kokand.
- Tagikistan

Durante tutta l'epoca sovietica vi è stata un'attuazione di politiche volte a trasformare radicalmente le donne tagike: nel corso degli anni'30 le autorità hanno lanciato una campagna per l'uguaglianza effettiva delle donne, come anche è stato fatto altrove in Asia centrale. Alla fine tali programmi son riusciti a portare alle principali modifiche, anche se inizialmente hanno provocato una forte opposizione pubblica, soprattutto nel volerle fare apparire in pubblico senza il tradizionale velo islamico.

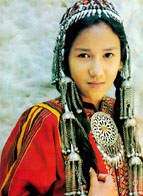
Ragazza turkmena in abito tradizionale.

- Turkmenistan

Il ruolo delle donne turkmene non si è mai conformato agli stereotipi occidentali riguardanti le donne musulmane. Anche se una divisione del lavoro esiste e le donne solitamente non sono attori visibili negli affari civili e politici al di fuori delle mura domestiche, in Turkmenistan non hanno mai indossato un velo simile quello utilizzato in alcuni dei paesi limitrofi.
In quanto nazione essenzialmente tribale, usanze riguardanti le donne possono variare all'interno del paese: ad esempio nella zona più orientale sono addirittura autorizzate a bere alcolici, a differenza di quelle che vivono nella parte centrale della nazione. La maggioranza delle donne possono esser facilmente in possesso di una serie di competenze altamente specializzate, soprattutto in campo artigianale.
 Inoltre, durante il periodo sovietico le donne assunsero la responsabilità dell'osservanza di alcuni riti religiosi islamici al posto dei mariti, questo per proteggerne le carriere. Molte donne sono infine entrate nel mondo del lavoro per una mera questione di necessità economiche, un fattore questo che ha interrotto alcune delle pratiche tradizionali familiari, aumentando al contempo l'incidenza del divorzio. Allo stesso tempo le donne istruite e inurbate hanno iniziato a far carriera soprattutto in professioni riguardanti i servizi.
- Uzbekistan

Una legge statale prevede alcune garanzie per la sicurezza delle donne uzbeke; ma anche se la legge vieta lo stupro coniugale, non vi è alcun caso noto che sia arrivato fino in tribunale. Mentre non esiste alcuna legge che vieti le mutilazioni genitali femminili.

## Asia orientale

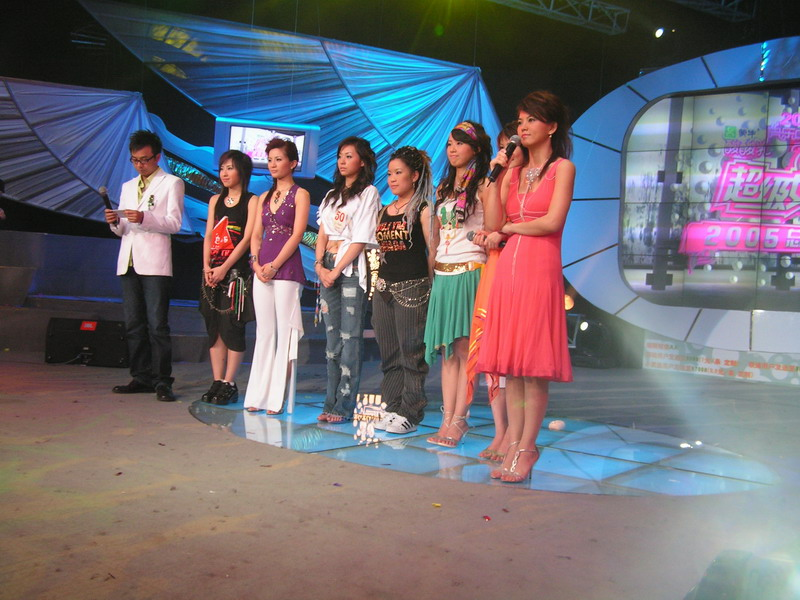
Giovani donne cinesi.

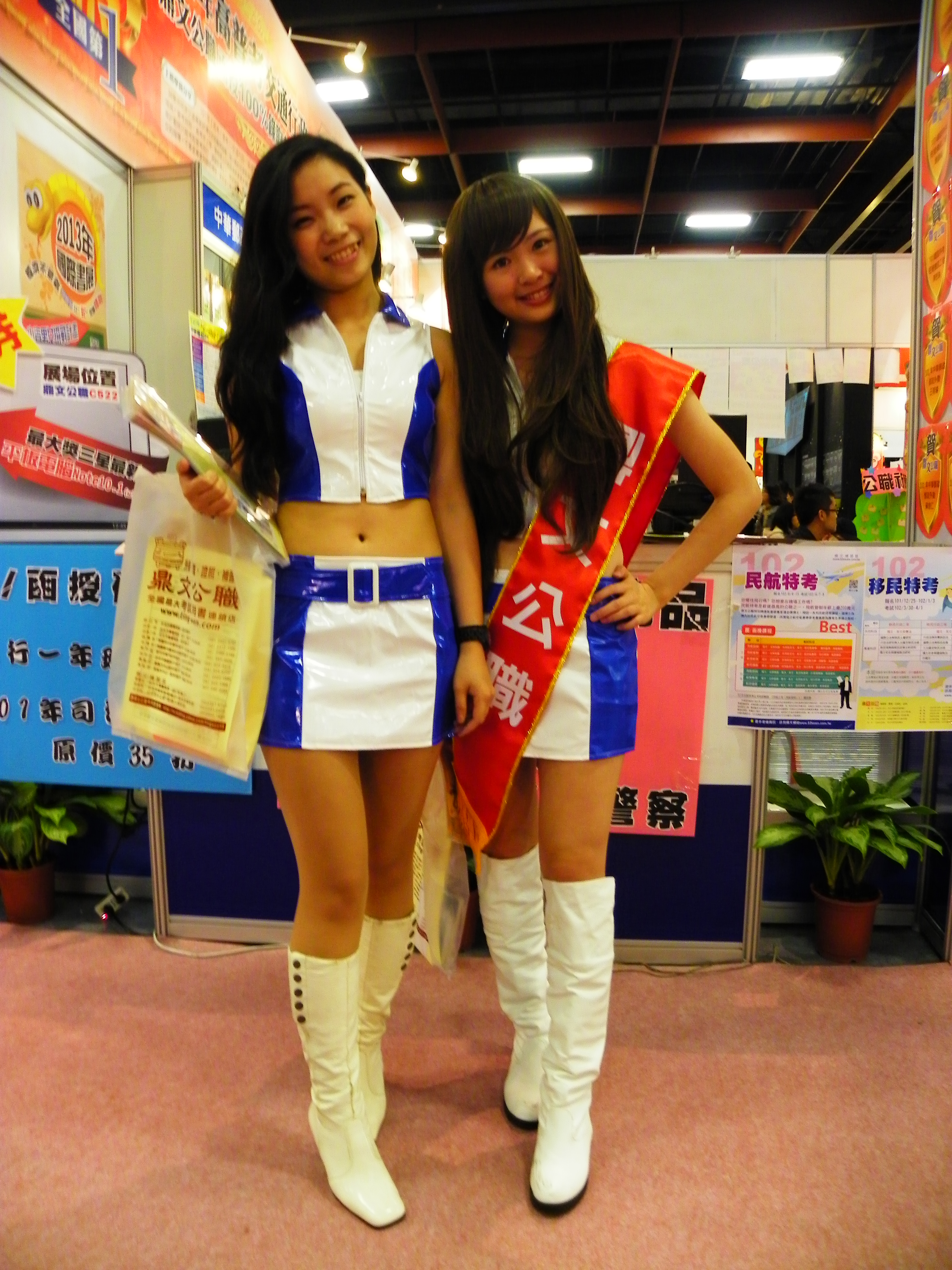
Donne taiwanesi.

- Cina

Il 1º ottobre 1949 ha segnato l'istituzione formale della Repubblica Popolare Cinese. Da allora in poi il governo comunista ha promosso attivamente i ruoli culturali, sociali, economici e politici delle donne, al fine di migliorarne la liberazione civile, impegnandosi a far raggiungere alle donne la piena parità con gli uomini.
Mentre l'uguaglianza di genere avanzava incontrava però resistenza da parte di una certa visione sociale tradizionale d'impronta confuciana che voleva mantenere una certa supremazia maschile. Anche se la completa uguaglianza tra uomini e donne è stato un obiettivo a lungo termine dello stato cinese, le drammatiche riforme che seguirono alla rivoluzione culturale degli anni 1966-76 hanno influenzato anche in maniera profonda la condizione femminile. Gli studi a tal proposito dimostrano che le donne cinesi hanno fatto rapidi progressi in fatto di parità di genere durante quel decennio.
Nel 1949 le donne occupate rappresentavano solamente il 7% della forza lavoro, mentre nel 1992 la presenza femminile attiva all'interno del mondo lavorativo era aumentata fino al 38%. La rappresentanza delle donne nelle istituzioni educative superiori è aumentata esponenzialmente; i rapporti riguardanti l'infanticidio femminile dopo l'introduzione della politica del figlio unico viene indicato come persistente tra le donne di più basso status.

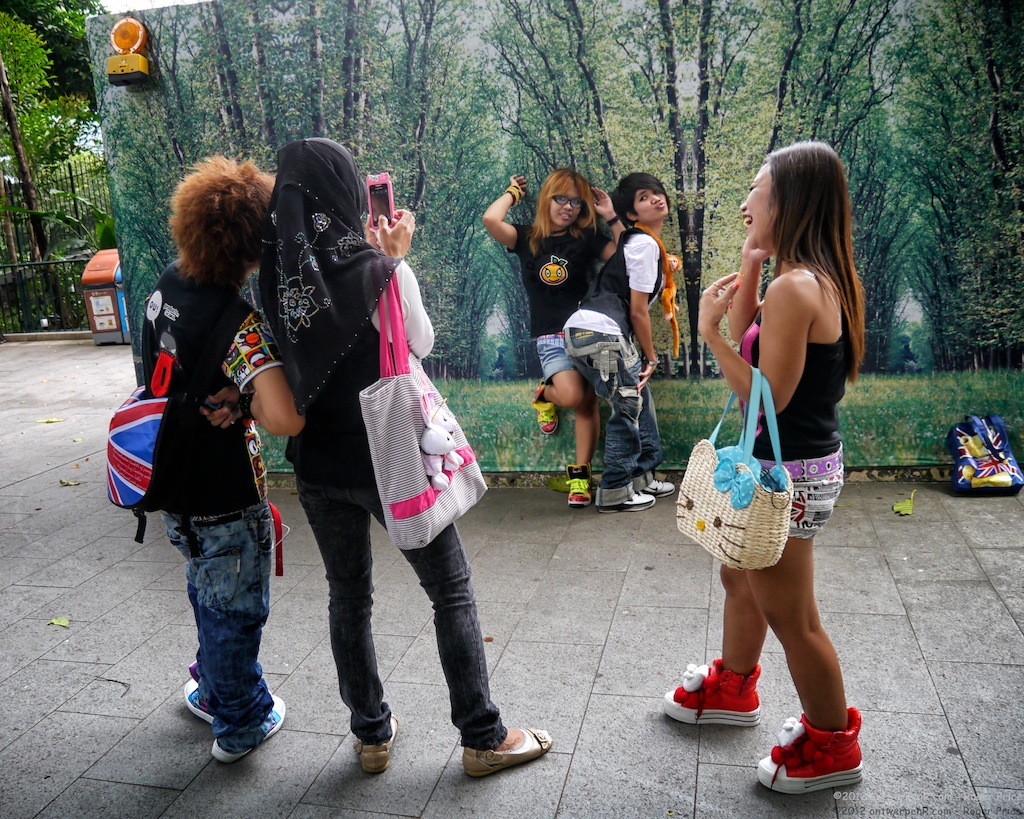
Ragazze di Hong Kong.

- Hong Kong

Le donne di Hong Kong si situano all'interno del contesto familiare e sociale cinese e del tutto simile anche a quello taiwanese. Secondo la tradizionale struttura del patriarcato cinese, la società è fortemente maschilista, cosicché il ruolo familiare delle donne è stato sempre nel corso dei secoli subordinato. Ha iniziato tuttavia a verificarsi un cambiamento culturale durante il periodo coloniale britannico di Hong Kong, con una progressiva occidentalizzazione.
Un mix di cultura tradizionale orientale e di valori occidentali è venuta così a creare l'unicità della cultura di Hong Kong, anche nei confronti dei diritti delle donne e delle questioni riguardanti la parità di genere. Insieme al rapido sviluppo economico e sociale della città, a partire dalla fine della seconda guerra mondiale, si è assistito ad un significativo miglioramento della condizione femminile, pur rimanendo la struttura sociale dominante a prevalenza maschile: in ciò la storia riguardante i diritti delle donne ad Hong Kong è leggermente diversa rispetto a quella del continente.
Ad Hong Kong la donna si trova ad essere generalmente più indipendente, economicamente autonoma e con un orientamento di carriera deciso, se confrontata alla donna di molti altri paesi del sudest asiatico. Con l'aumento di donne in posizioni professionali manageriali anche di primissimo piano, in questi ultimi decenni, si è cominciato ad utilizzare per le donne di Hong Kong gli epiteti di 'superdonna' o 'persona forte di sesso femminile'.
- Macao

Le donne a Macao possono attualmente definirsi come elementi capaci ed insostituibili della società moderna cittadina: questo cambiamento sta avvenendo sempre più nonostante la lentezza di assorbimento del concetto ideologico di uguaglianza di genere.
- Corea del Nord

Il fondatore del regime comunista della Corea del Nord, Kim Il-Sung, ha molto presto eliminato i sistemi sociali patriarcali vigenti fino ad allora attraverso nuove leggi riformatrici, come ad esempio quella sulla parità dei sessi, riguardante il diritto di lavoro e sulla nazionalizzazione delle industrie essenziali: le riforme attuate, oltre alla questione professionale, hanno compreso anche il diritto ad ereditare e condividere proprietà, i diritti di famiglia col matrimonio libero e la possibilità di divorziare. Nel contempo ha messo fuori legge la poligamia.
Oggi le donne nordcoreane partecipano attivamente come forza lavoro a una varietà d'impieghi, e vi è un buon numero di esse giunte anche ad alte posizioni; vi sono inoltre servizi espressamente dedicati a loro, tra i quali possiamo citare case di riposo, ospedali e asili nido, anche se poi questi finiscono col risultar disponibili solo per l'élite politica della nazione. In conformità con tali norme il sistema nordcoreano è rimasto sostanzialmente diviso e diseguale.
La maggior parte delle donne in posizioni sociali elevate sono parenti o mogli di alti dirigenti ed il rapporto tra donne e uomini nel posto di lavoro ad alto salario è ancora di molto impari rispetto a quello a basso salario. Indipendentemente dalle riforme che hanno tentato d'indebolire le strutture sociali patriarcali, l'atmosfera politica che tutto permea è un esempio stesso di sistema patriarcale; ciò dimostra il grado in cui ancora l'ideale del neo-confucianesimo ancora permea ed influenza sia la società in senso lato che la politica effettiva.

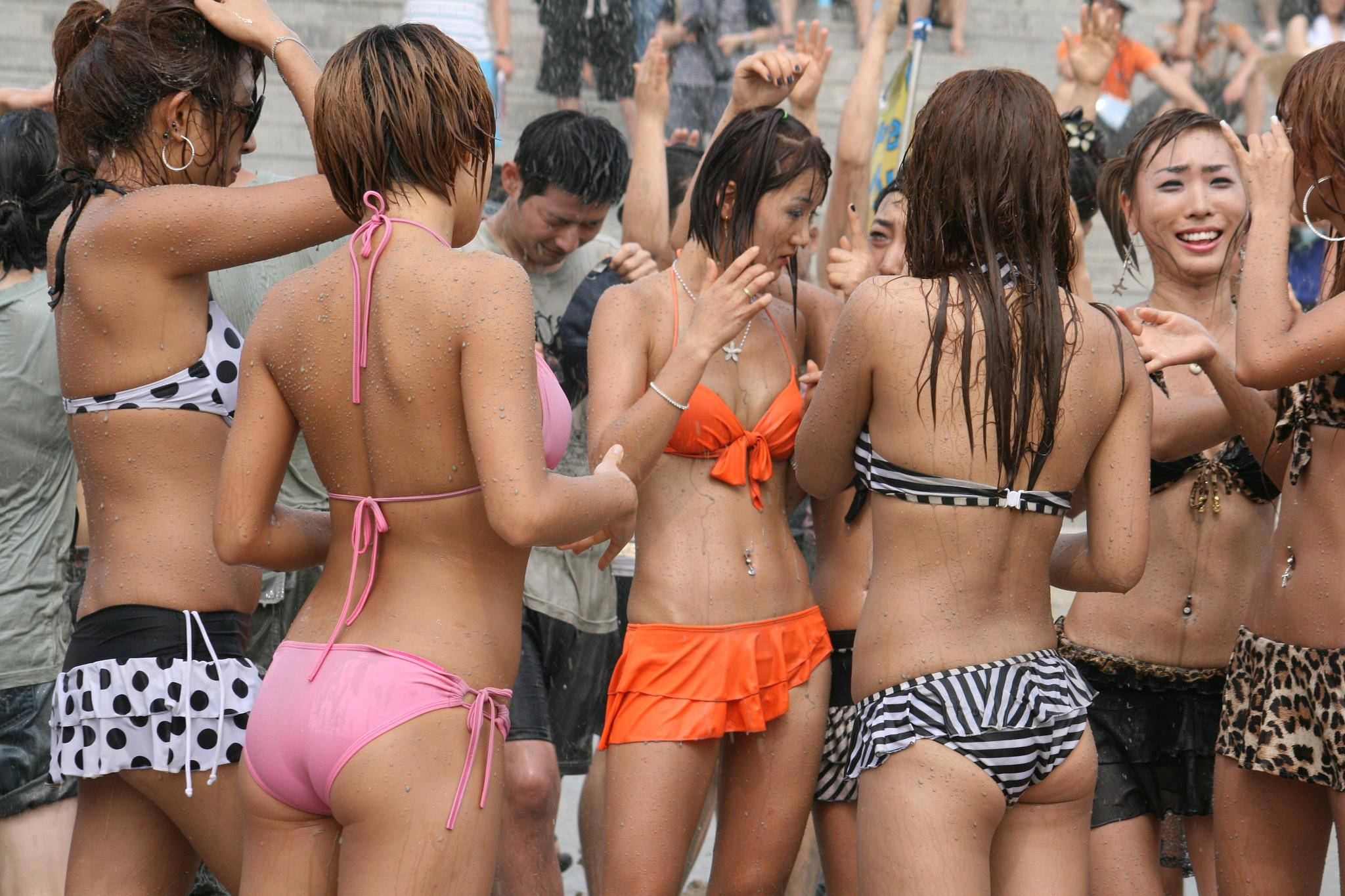
Giovani donne sudcoreane al Boryeong Mud Festival.

- Corea del Sud

Le donne sudcoreane hanno sperimentato un'ampia gamma di cambiamenti sociali negli ultimi decenni, a seguito del cosiddetto "miracolo sul fiume Han" che ha portato ad un'impennata di tutta l'economia del paese; soprattutto il miglioramento dello status sociale della componente femminile nel corso degli ultimi 30 anni si è rivelato progressivamente graduale ma inarrestabile, divenendo così praticamente uguale a quello degli uomini in moltissimi settori (occupazione, educazione, partecipazione politica etc)
Tuttavia, nonostante queste innumerevoli prove d'uguaglianza ufficiale, questa continua ad esser carente in altre parti del sistema sociale, come la scarsità di donne nei settori più altamente professionali, lo squilibrio prevalente nei lavori di casa a tutto discapito delle donne, infine un costante aumento di violenza nei loro confronti, sia come violenza domestica che come violenza sessuale. La società sudcoreana rimane ancora parzialmente radicata nel patriarcato.

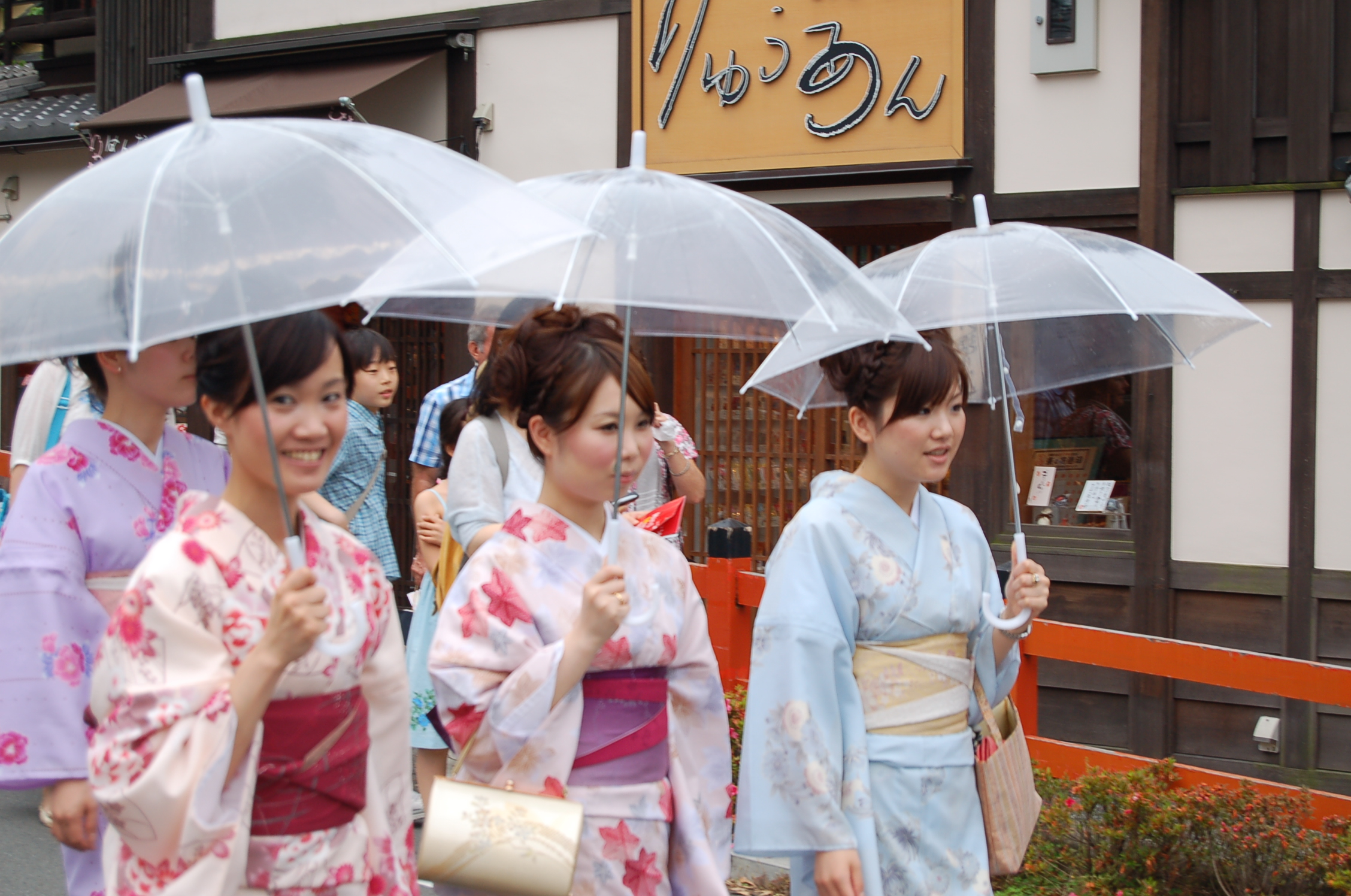
Donne giapponesi in kimono ed ombrellino

- Giappone

Dopo la fine della seconda guerra mondiale il modello culturale dominante, ed i relativi ruoli da assumere, per la donna giapponese sono stati quelli della Office lady durante l'età della giovinezza, per diventare poi una Kyōiku mama a seguito del matrimonio.
Le donne hanno ottenuto il diritto di voto a partire dal 1946; altre riforme effettuate durante i primi anni del dopoguerra hanno aperto alla componente femminile della società prima i più alti gradi d'istruzione e subito dopo un'eguale retribuzione per eguale lavoro. Nel 1986 è stata promulgata una legge a favore di pari opportunità occupazionali. Legalmente poche barriere alla partecipazione pienamente paritaria delle donne nella vita sociale ancora rimangono, anche se a metà degli anni 2000 si è accesa una forte polemica sul diritto o meno di successione per le donne al trono imperiale.
- Mongolia

Le donne mongole hanno tradizionalmente percepito se stesse come aventi un più elevato status sociale rispetto a quello della maggioranza delle donne asiatiche, pur continuando a rimanere in molti settori decisamente subordinate agli uomini. Vi sono notizie di donne che durante il periodo medioevale hanno servito come guerriere o membri del consiglio governativo nazionale, il Kuriltai; con alcune di loro che hanno anche avuto ruoli di comando durante le varie operazioni militari, attività questa progressivamente diminuita a seguito della vittoria della dinastia mancesi dei Qing.
- Taiwan

Lo status delle donne a Taiwan si basa essenzialmente ancora sulle tradizioni e punti di vista patriarcali interne alla struttura sociale. Nonostante la prosperità economica e le riforme democratiche verificatesi nel paese, le donne si trovano ancora a dover lottare contro la discriminazione in molti settori prima di poter giungere alla piena parità con gli uomini.

## Asia meridionale

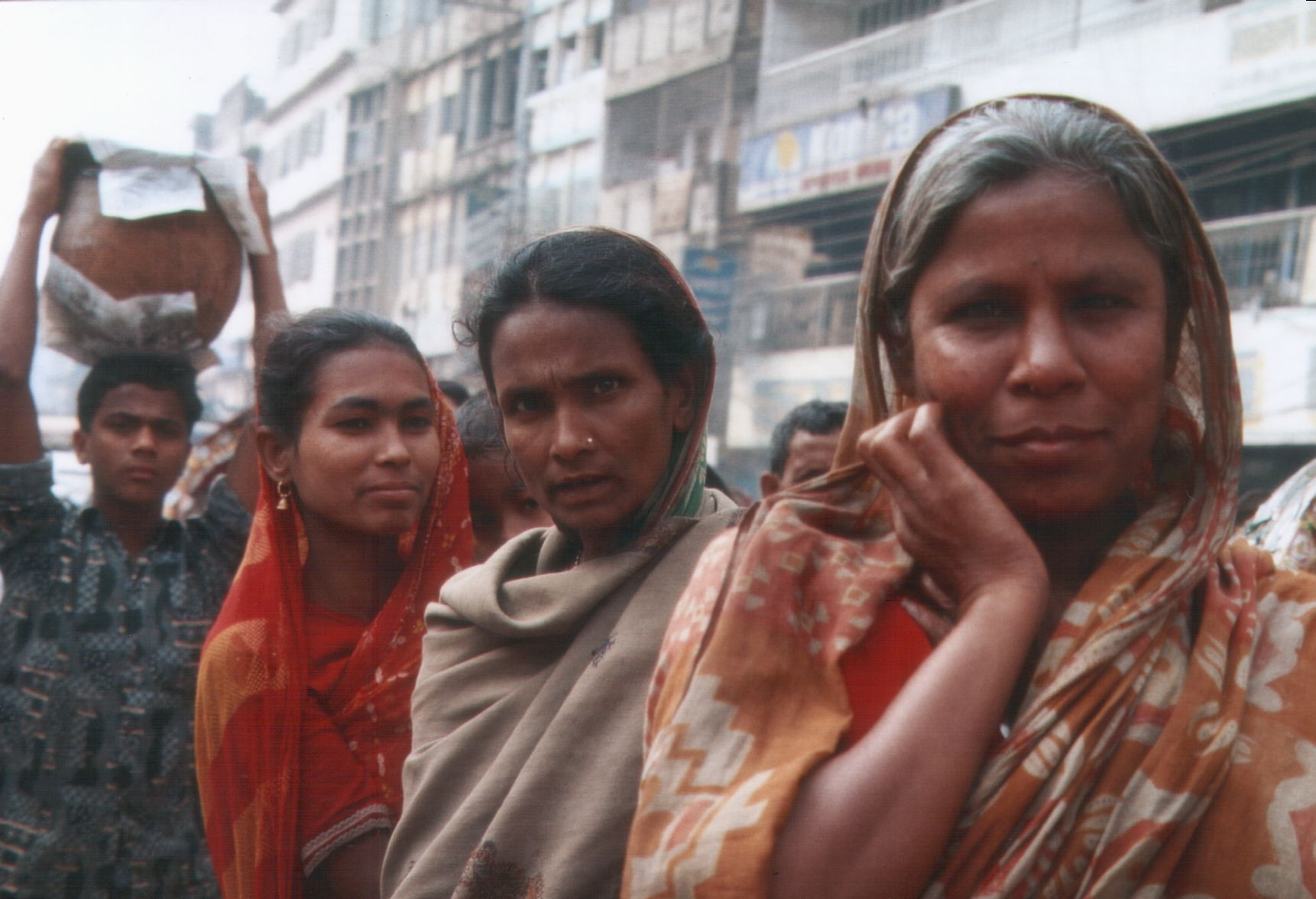
Donne di Dacca.

- Bangladesh

I dati disponibili sulla salute, l'alimentazione, l'educazione e l'autonomia economica indicano che nel 1980 la condizione d'esistenza delle donne in Bangladesh era rimasta notevolmente inferiore a quella degli uomini; per prassi e tradizione la donna è sempre rimasta subordinata al maschio in quasi tutti gli aspetti della vita: una maggior autonomia poteva esser un privilegio delle ricche o una necessità delle più povere.
Per la stragrande maggioranza delle donne la vita è rimasta incentrata sui ruoli loro tradizionalmente attribuiti, avevano quindi un accesso molto limitato alla vita pubblica, all'istruzione, ai servizi produttivi e all'assistenza sanitaria. Questa mancanza di opportunità ha contribuito a mantener livelli elevati di fertilità. Qui come altrove la povertà e marginalità compisce molto più duramente le donne degli uomini.
Fintanto che l'accesso delle donne a cure sanitarie, istruzione e formazione lavorativa è rimasto limitato, le prospettive di miglioramento della produttività tra la popolazione femminile sono rimaste notevolmente basse.
Secondo il Global Gender Gap Report 2019 il Bangladesh occupa la 50ª posizione su 153 paesi con un punteggio di 0,726 su 1,000 (2006 posizione 91ª con 0,627/1,000). Il 38,1% delle donne lavorano, l'11,4% sono legislatori, giudici e manager, il 29,7% sono professioniste. Il 71,2% delle donne sono istruite, il 93,7% di loro hanno conseguito gli studi primari, il 68,9% di loro gli studi secondari; mentre solo il 17% gli studi terziari. Il 20,6% delle donne fanno parte del Parlamento, mentre l'8% sono ministro. Il diritto di voto è stato concesso nel 1935. L'età per mettere al mondo un figlio è di 25,4 anni con una media di 2,05 figli per donna. Nell'ottobre 2020 per reprimere la violenza contro le donne, il governo bangladino ha approvato una legge che prevede la pena di morte in caso di stupro.

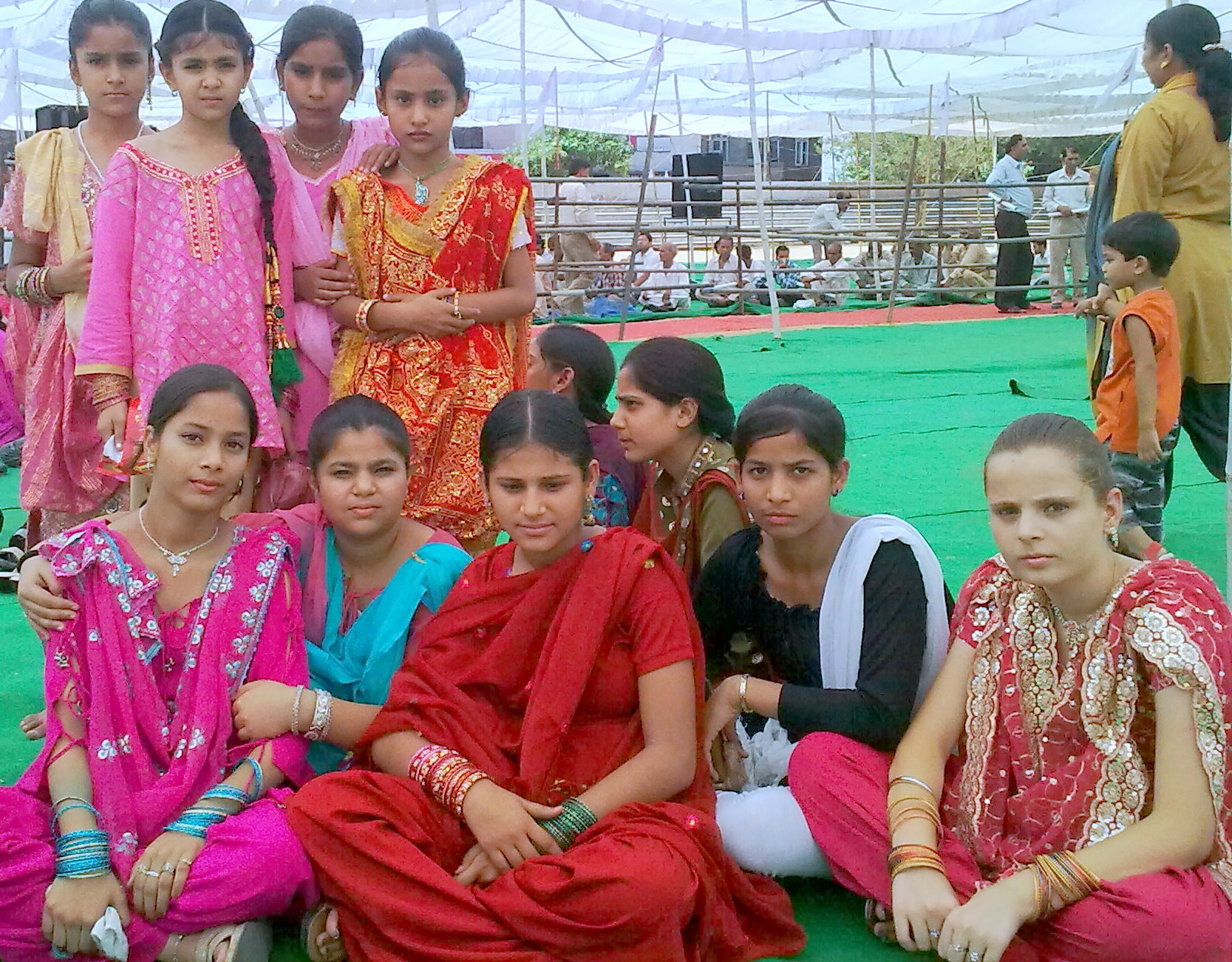
Un gruppo di giovani donne indiane

- Bhutan

- India

La storia delle donne in India è stata ricchissima di avvenimenti, con vari riformatori che via via ne hanno auspicato la parità: i loro diritti e status sono stati oggetto di moltissimi cambiamenti nel corso della storia del subcontinente; da una quasi parità di fatto con gli uomini nei tempi antichi, attraverso i punti più bassi durante il periodo medioevale e dell'Impero Moghul.
Nell'India moderna le donne hanno ricoperto le più alte cariche pubbliche, da presidente della repubblica a primo ministro a presidente del parlamento a leader dell'opposizione. Tuttavia le donne in tutto il paese continuano a subire violenza domestica, violenza sessuale, omicidi commessi per impadronirsi della dote; mentre sempre più ragazze si trovano costrette a prostituirsi, con un forte incremento di numero di casi di stupri subiti nelle strade delle città.
Secondo un sondaggio globale condotto dalla Thomson Reuters l'India è stata classificata come il 4º paese più pericoloso al mondo per le donne e il peggiore in assoluto tra i G20 (paesi industrializzati).

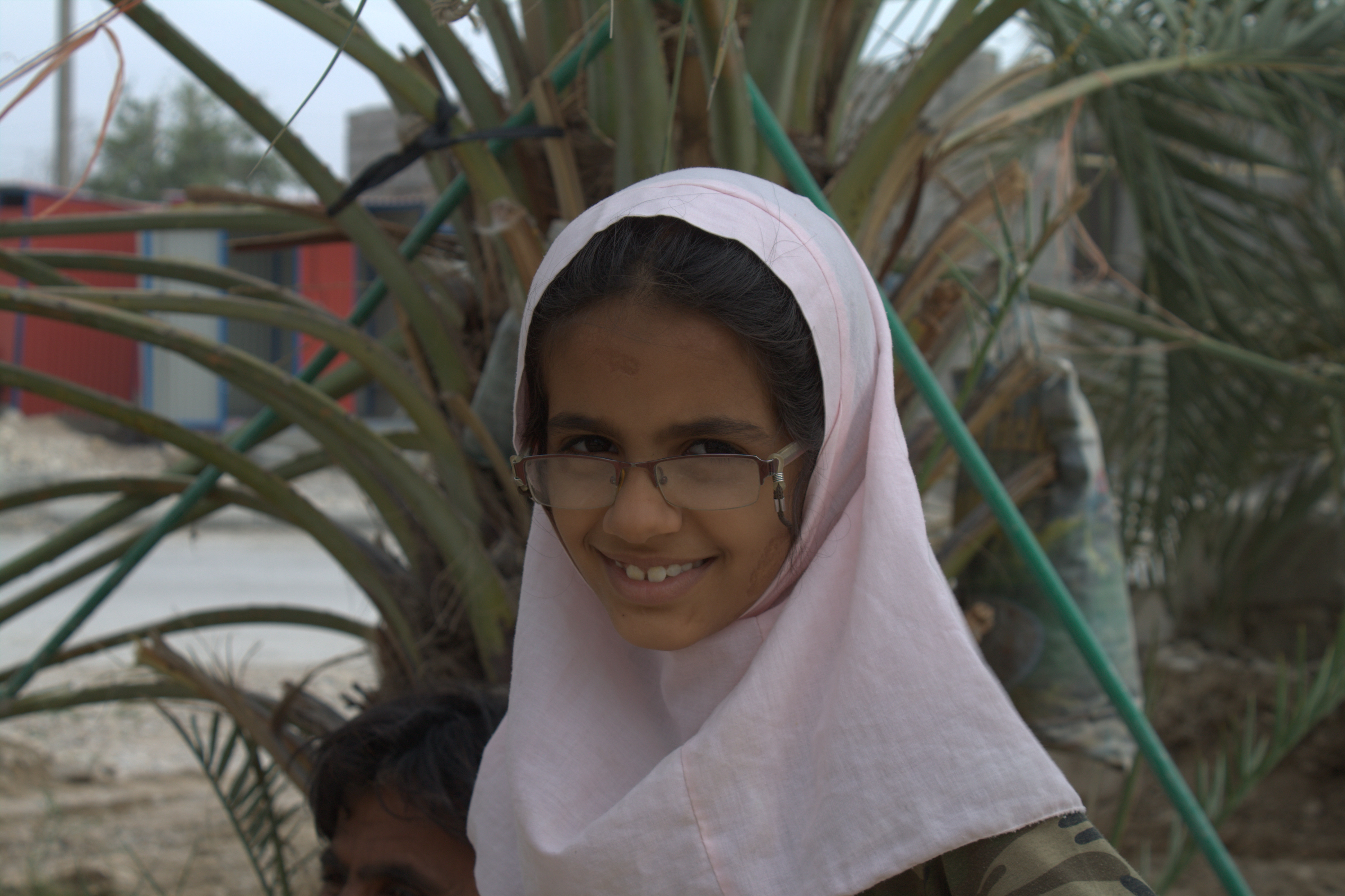
Bambina iraniana.

- Iran

Lungo tutto il corso della storia della nazione persiana le donne, così come gli uomini, avevano libero accesso all'uso di trucco, possibilità d'indossar gioielli ed abiti colorati; piuttosto che essere distinti dal sesso di chi li usava, gli abiti sono sempre stati maggiormente distinti per classi d'appartenenza. I diritti delle donne e il loro status giuridico è cambiato con l'evolvere delle diverse epoche e situazioni politiche e storiche attraversate dal paese: ciò include i diritti matrimoniali e la possibilità di divorziare, il diritto all'istruzione, l'abbigliamento da adottare e i diritti alla salute (diritti riproduttivi, pianificazione familiare, legge sull'aborto) per finire col diritto al voto.
Nel moderno Iran le donne appaiono in vari campi, da quello della moda a quello più impegnato socialmente: tradizionalmente però la donna ha ancora un aspetto predefinito impostato dalle norme sociali che sono uno standard per tutte le donne che entrano in società.
Il movimento per i diritti delle donne in Iran si basa su un'aggregazione sociale per la promozione della donna in tutte le sue componenti umane; emerso per la prima volta poco dopo la rivoluzione costituzionale iraniana del 1910, l'anno in cui per la prima volta una donna fece pubblicare un giornale femminile e dedicato ai problemi delle cittadine. Questo movimento proseguì fino al 1933, quando l'associazione femminile fu fatta sciogliere dal governo dello Scià.
Tra il 1962-78 il movimento femminile fece enormi passi avanti realizzando enormi vittorie: hanno ottenuto il diritto di voto nel 1963 a seguito della Rivoluzione bianca e sono state autorizzate a candidarsi a cariche pubbliche; nel 1975 è stata ampliata la possibilità di divorzio e i diritti di custodia dei figli e al contempo ridotta la poligamia. A seguito della rivoluzione iraniana di stampo islamico, diverse leggi basate sulla discriminazione di genere hanno cominciato ad essere introdotte, tra cui l'introduzione obbligatoria del velo ed un rigido codice generale di abbigliamento pubblico.
In seguito la tendenza si è parzialmente invertita con un ritorno in auge del movimento femminile. Oggi il 9% dei parlamentari del paese sono donne (mentre la media mondiale è attestata sul 13%); alle donne è permesso d'unirsi alle forze di polizia e militari. Il movimento per i diritti delle donne in Iran continua a tentar riforme che influenzino la società, oltre che con campagne per sensibilizzare l'opinione pubblica contro la discriminazione.

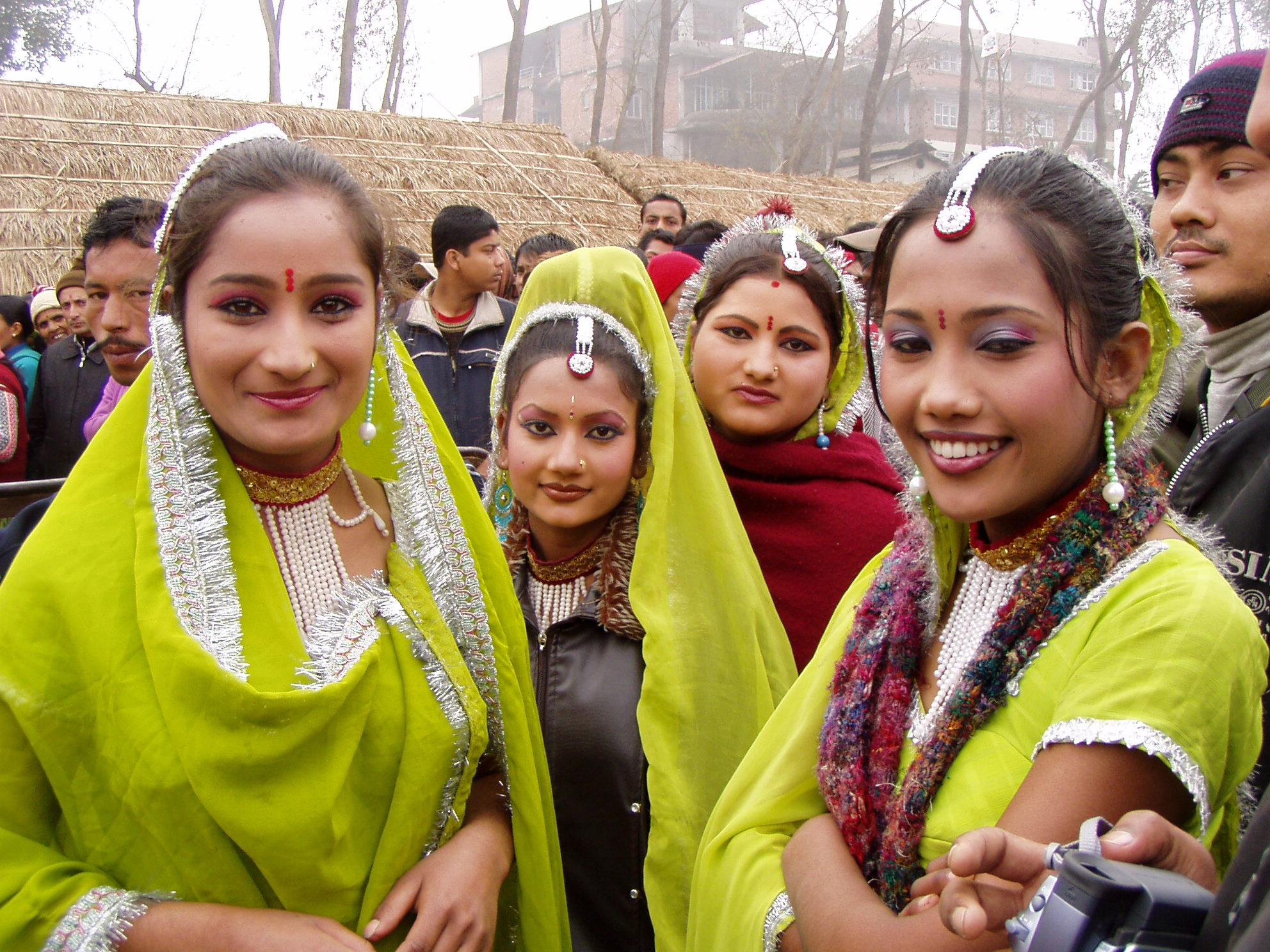
Donne nepalesi.

- Maldive

- Nepal

Le donne in Nepal, anche in epoca moderna, si sono generalmente trovate subordinate agli uomini in quasi ogni aspetto della vita; la società nepalese è sempre stata difatti rigidamente patriarcale. Lo status femminile tuttavia è relativo, variando anche in maniera considerevole da un gruppo etnico all'altro: ad esempio la condizione delle donne originarie dal Tibet è abbastanza migliore rispetto a quelle Pawari e Newari. Anche le donne provenienti da gruppi di bassa casta hanno goduto di più autonomia e libertà rispetto alle altre.
Le donne più anziane della famiglia hanno sempre avuto un ruolo predominante attraverso il controllo delle risorse, rendendole fondamentali per le decisioni da prendere, determinar le spese e gli stanziamenti di bilancio. Ma oltre a ciò la vita femminile è rimasta incentrata sui loro compiti più tradizionali consistenti nel prendersi cura dei bambini e nell'occuparsi della maggior parte dei lavori domestici, andar a prender l'acqua ed il foraggio per gli animali ed infine aiutare nel lavoro agricolo.
La loro posizione all'interno della società è stata per lo più subordinata a quella degli uomini, mariti o padri; avendo accesso limitato ai mercati, ai servizi produttivi, all'istruzione e all'assistenza sanitaria, oltre che alle amministrazioni locali, la malnutrizione e la povertà hanno colpito molto più spesso la componente femminile. Alle figlie femmine viene di regola dato meno cibo rispetto ai maschi, specialmente quando la famiglia si trova in stato di necessità o vera e propria situazione di carestia; questo anche se di solito lavorano di più e più a lungo degli uomini.
Il contributo economico femminile dato alla società è stato rilevante, ma in gran parte inosservato, in quanto il loro ruolo tradizionale dato per lo più per scontato; quando si trovano impiegate in un qualche lavoro retribuito i loro salari sono normalmente del 25% inferiori rispetto a quelli dovuti ai maschi. Nella maggior parte delle zone rurali poi, il loro lavoro al di fuori dell'ambito familiare è stato interamente dedicato all'agricoltura, semina, diserbo e raccolta.

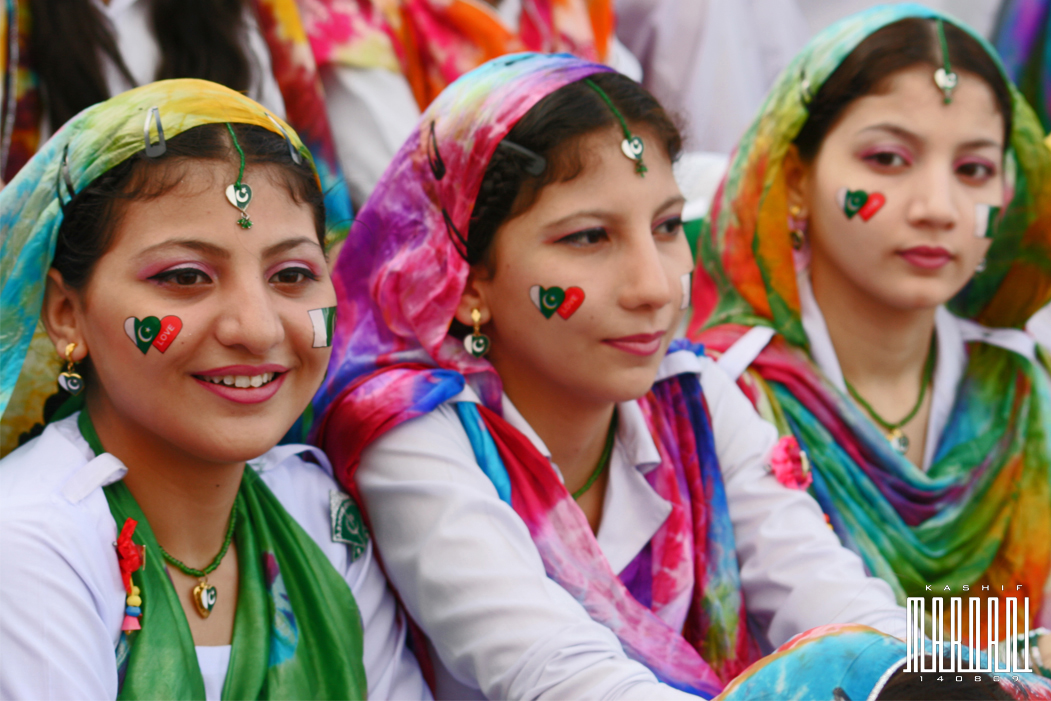
Ragazzine pakistane festeggiano la giornata dell'indipendenza.

- Pakistan

Lo status e la situazione riguardante i diritti delle donne in Pakistan può variare notevolmente a seconda della classe sociale e della regione d'appartenenza, a causa soprattutto del diseguale sviluppo socio-economico e dell'impatto del feudalesimo tribale ancora ben presente nelle zone rurali più interne. Le donne pakistane contemporanee godono d'uno status sociale migliore della maggior parte delle altre donne nei paesi a maggioranza religiosa musulmana: tuttavia la loro situazione nei confronti dei maschi rimane sistematicamente in una posizione subordinata.
Vi sono stati nel tempo tentativi sia da parte governativa che a cura di gruppi illuminati di elevare lo status delle donne nella società pakistana; a causa delle sempre maggior consapevolezza pubblica le opportunità educative per le donne pakistane sono aumentate progressivamente. Secondo un rapporto sullo sviluppo umano pubblicato dalle Nazioni Unite vi è una maggior uguaglianza di genere in Pakistan rispetto alla confinante India. Tuttavia, ancora nel 2012 il Forum Economico Mondiale classificava Ciad, Yemen e proprio il Pakistan come i paesi più arretrati in rapporto all'uguaglianza di genere.
Le donne pakistane continuano a subire stupri, violenze domestiche e ad essere sfregiate con l'acido, vittime di delitti d'onore e matrimoni forzati, di prostituzione forzata e di traffico di esseri umani; gli ultimi anni sono stati testimoni di un forte aumento di tali crimini.
Secondo un sondaggio del 2014 l'1% effettuato in Egitto, Tunisia, Turchia, Iraq, Arabia Saudita, Pakistan e Libano, il 22 % dei musulmani intervistati in Pakistan ha ritenuto giusto che una donna scegliesse come vestirsi indipendemente dall'abito islamico o non, il 3% ha ritenuto giusto che una donna scegliesse di indossare il burqa come abito obbligatorio, il 32% ha preferito il niqab, il 31% lo chador, il 24% l'Al-Amira, l'8% ha preferito l'hijab, mentre il 2% ha stabilito che una donna dovesse uscire di casa senza il velo.

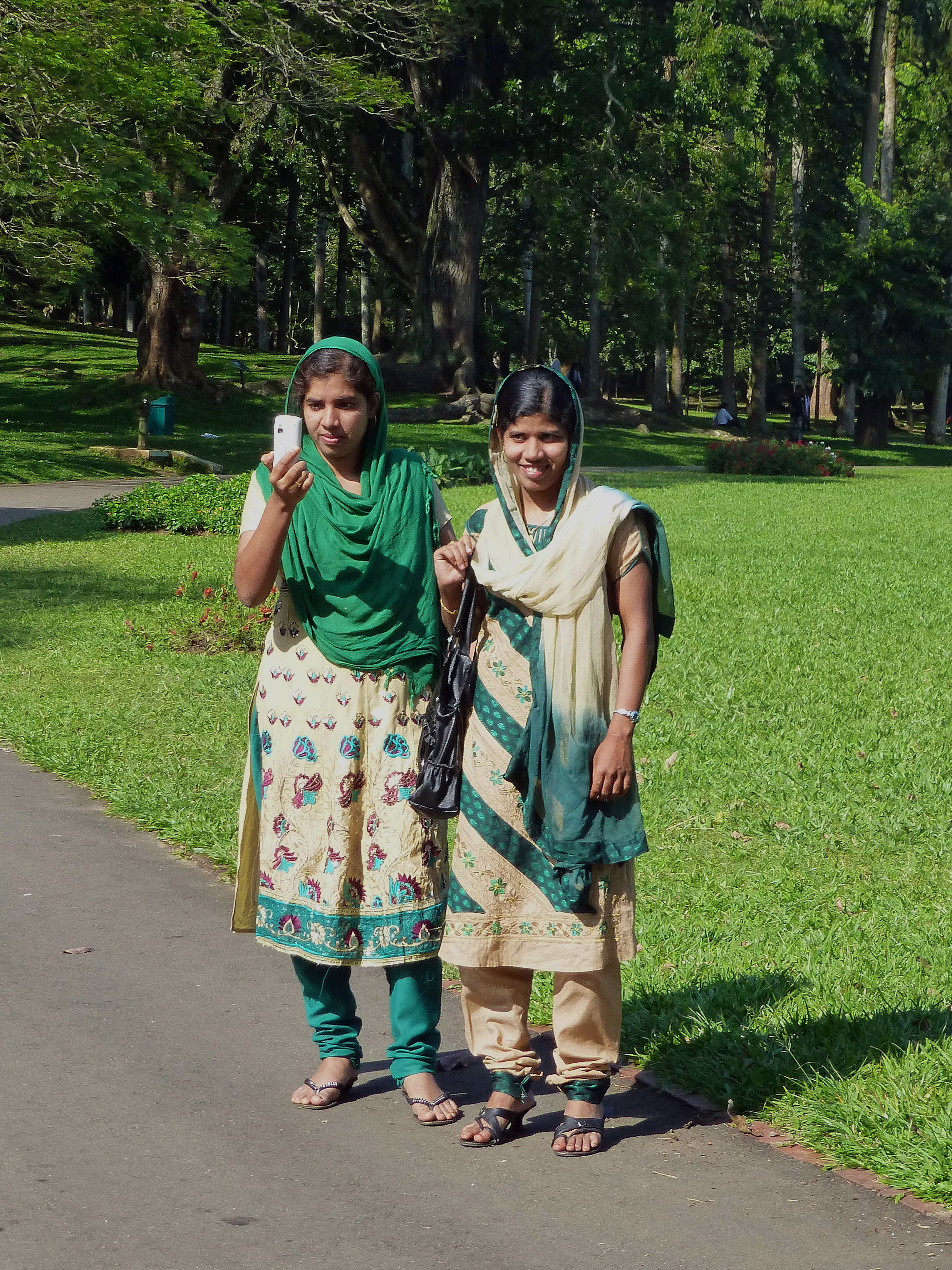
Due donne al giardino botanico di Kandy.

- Sri Lanka

Tutti i gruppi etnici dello Sri Lanka conservano chiare distinzioni in merito ai rispettivi ruoli sessuali; così la parte femminile della popolazione è sempre stata responsabile della cucina, dell'educazione dei figli, dei lavori domestici e del prendersi cura in generale dell'economia familiare. Nelle famiglie che basano la loro sussistenza esclusivamente o in gran parte sull'agricoltura, le donne si occupano del diserbo e aiutando nella raccolta e, nelle famiglie più povere, svolgendo lavori domestici a tempo pieno.
Il compito dell'uomo è quello di dar protezione e fornir loro il supporto materiale, ed avendo tale ruolo gli uomini assumono anche il pieno controllo di tutti li aspetti del lavoro e della vita pubblica. Al centro del sistema di vita femminile stanno dunque i bambini, con cui vivono assieme fino alla pubertà; in seguito le ragazze aiutano con le faccende di casa mentre i maschi cominciano a lavorare fuori di casa.

## Sudest asiatico

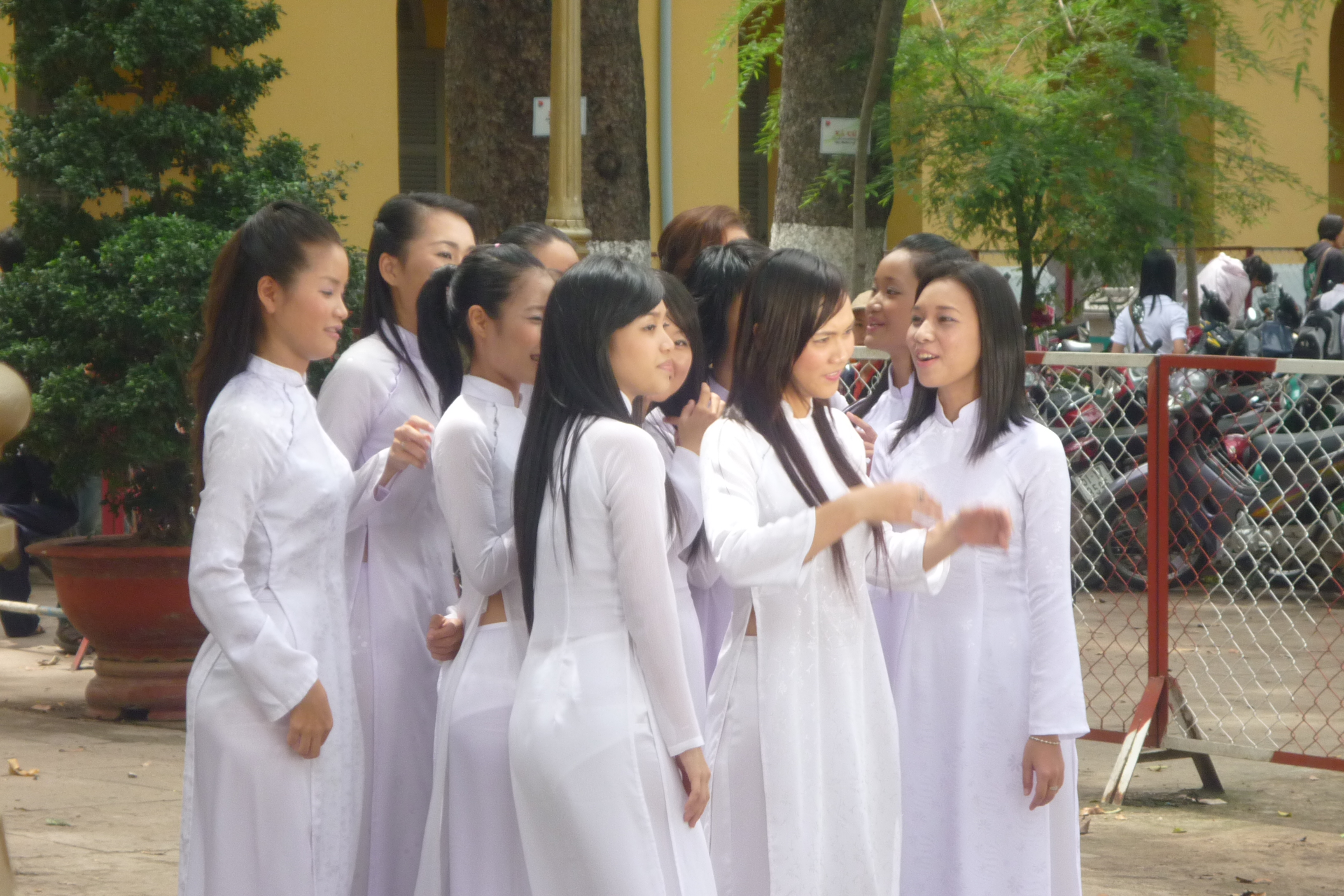
Studentesse vietnamite all'università di Saigon.

- Birmania

Storicamente le donne birmane hanno sempre avuto uno status sociale unico all'interno della società; per secoli hanno goduto di un alto grado d'indipendenza, mantenendo i pieni diritti legali ed economici. Nei tempi antichi il paese aveva un sistema matriarcale che includeva il diritto esclusivo di ereditare proprietà ed il ruolo di capo-villaggio: le donne birmane sono state inoltre nominate volentieri ad alti uffici dai re, potendo così diventare strette assistenti e finanche regine.

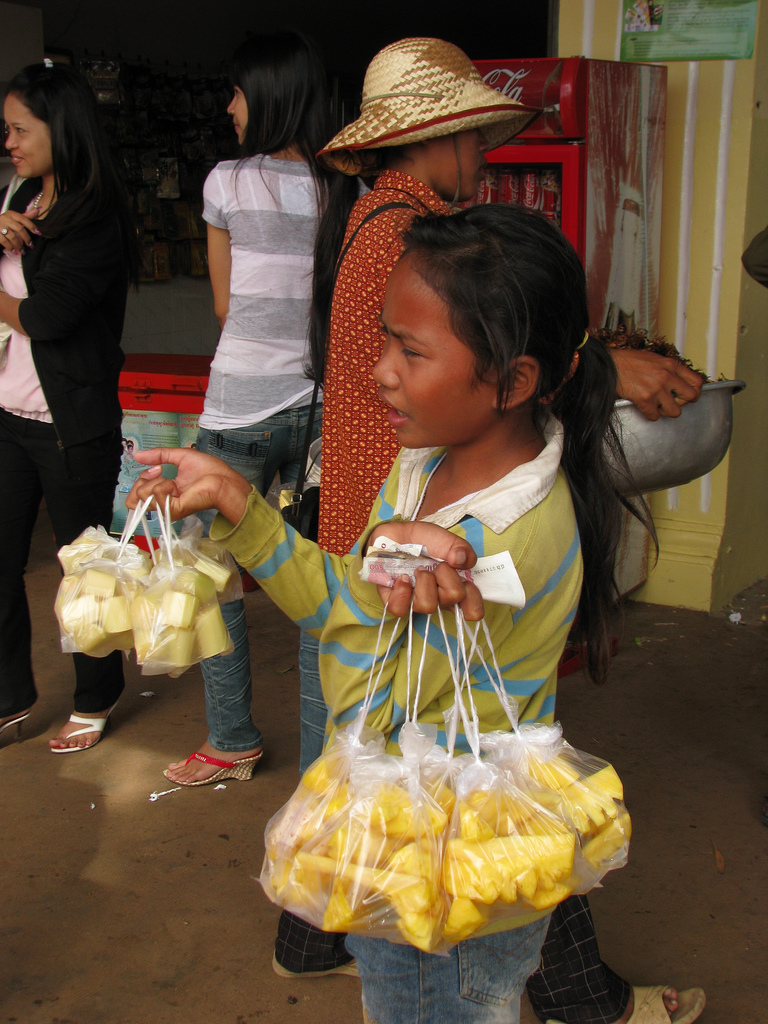
Ragazzina cambogiana venditrice di strada.

- Cambogia

Le donne in Cambogia per tradizione devono mantenersi modeste, pacate, camminatrici veloci, ben educate e soprattutto operose: appartengono alla famiglia ed agiscono come assistenti e custodi di essa, conservano il benessere della casa e ne regolano le finanze. Devono quindi mantenere la verginità fino al matrimonio e subito dopo diventare mogli fedeli, agendo come consulenti e servitrici dei loro mariti. La raffinatezza delle donne cambogiane viene ulteriormente descritta così: "la tranquillità nei movimenti fa sì che non si debba neppure sentire il fruscio della loro gonna di seta"
A livello familiare nella loro qualità di controllori finanziari possono essere identificate come aventi una reale autorità all'interno della casa. Negli ultimissimi anni hanno però cominciato ad affacciarsi e divenire più attive in settori tradizionalmente dominati degli uomini, nel lavoro come nella politica.

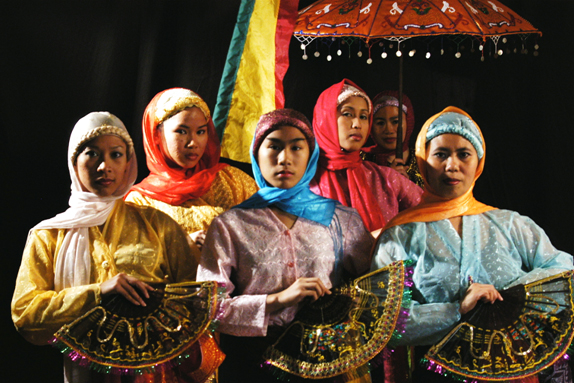
Donne filippine in abito tradizionale

- Filippine

Il ruolo delle donne nelle Filippine si spiega in base alla contestualizzazione culturale, della mentalità sociale tradizionale e delle sue norme. Il paese è descritto come una nazione di donne forti, che sia direttamente che indirettamente gestiscono l'unione familiare, ma oggi anche aziende ed agenzie governative: rispetto ad altre nazioni del Sudest asiatico hanno sempre goduto di una quota di maggior uguaglianza giuridica.
Anche se generalmente vissute all'interno di un sistema post-coloniale dominato interamente da una società cattolica maschile, le donne filippine vivono in una cultura concentrata sulla comunità, con la famiglia come suo fondamento principale: è in questo quadro di strutturato gerarchicamente, con differenze di classe e religiose in conflitto reciproco che le donne lottano per lo sviluppo ed il rispetto dei loro diritti.
- Indonesia

I ruoli delle donne indonesiane vengono al giorno d'oggi influenzati da molteplici fattori, tra cui la progressiva modernizzazione e globalizzazione del paese, ma anche il miglioramento dell'istruzione e i progressi tecnologici e delle comunicazioni. Molte donne oggi in Indonesia scelgono di risiedere nelle grandi città invece di rimanersene nei piccoli centri agricoli interni; questo a causa d necessità personali, professionali o legati alla famiglia, ma anche per esigenze economiche- Queste donne si stanno così allontanando dai dettami tradizionali della cultura indonesiana, in cui hanno sempre agito solamente come mogli e madri.
Allo stato attuale hanno iniziato anche ad avventurarsi nel settore dello sviluppo economico nazionale, lavorando come membri attivi d'organizzazioni che si preoccupano di concentrar l'attenzione ed agire nei riguardi delle principali questioni femminili.
Secondo il Global Gender Gap Report del 2019, l'Indonesia occupa l'85ª posizione su 153 paesi analizzati con un punteggio di 0,700/1,000 (2006 posizione 68ª, punteggio 0,654/1,000). Per quanto riguarda la partecipazione economica nel 2006 la posizione era 67ª con un punteggio di 0,598/1,000, nel 2019 posizione 68ª on un punteggio di 0,685/1,000). il 54,3% delle donne partecipano attivamente alla forza lavorativa nel Paese; il 55% dei legislatori, e personalità importanti sono donne, il 40,1% dei lavoratori professionisti sono donne. Le donne alfabetizzate sono il 94%; il 91% di loro hanno conseguito un'istruzione primaria, il 79,9% e il 39% un'istruzione secondaria e terziaria. il 17,4% delle donne sono Parlamentari e il 23,5% ministro. Il voto è stato concesso lo stesso anno in Italia, nel 1945, mentre l'età media per mettere al mondo un figlio è di 28,2 anni e il numero di figli per donna è di 2,32.
Nell'aprile 2022 per la prima volta nella storia del Paese e dopo 8 anni dalla presentazione della prima proposta, il 12 aprile il Parlamento indonesiano ha approvato una legge contro la violenza sessuale.

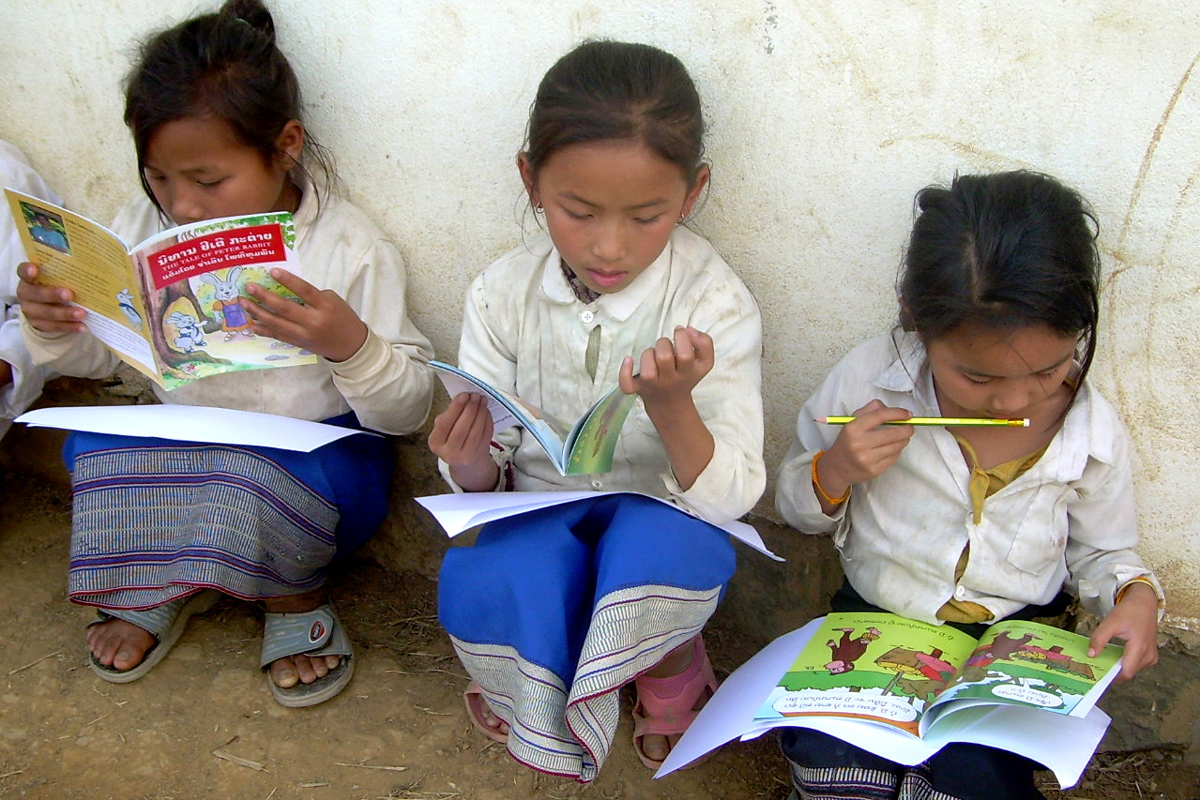
Bambine laotiane

- Laos

Le donne laotiane sono da lungo attivamente partecipi nella società della loro nazione, impegnate in politica, alla trasformazione e allo sviluppo sociale; attive anche nel mondo del business, hanno lavorato come infermiere e produttrici di alimenti per i militari durante la guerra d'Indocina. A causa della modernizzazione e progressivo sradicamento da un'economia di vita prettamente rurale, le donne del Laos hanno iniziato sempre più ad abbracciare sempre più uno stile di vita estraneo agl'ideali più tradizionali.
- Malaysia

Le donne in Malaysia ricevono un sostegno da parte del governo per l'affermazione dei loro diritti di autonomia e libertà di scelta, oltre anche al campo della salute, dell'istruzione e del benessere sociale con la rimozione di ostacoli giuridici e non. Il governo malese ha favorito tali fattori attraverso un'opera capillare d'istruzione a partire dalla metà degli anni '90. Nel 2001 si è istituito un ministero apposito dedicato agli affari delle donne: da allora almeno il 47% delle donne è entrato nel mondo del lavoro.
- Singapore

Le donne a Singapore, soprattutto coloro che fanno stabilmente parte della forza lavoro, si trovano oggi di fronte al problema di bilanciare il loro ruolo più tradizionale a fianco di quello sociale moderno fondato sull'economia; confrontandosi così col conflitto tra lavoro e famiglia. La società sembra aspettarsi dalle donne che divengano parte corporativa, creativa e prolifica del sistema vigente, ma che oltre a ciò però continuino anche a svolgere il loro ruolo più tradizionale di donne di famiglia in qualità di mogli e madri: infine, nonostante i livelli e risultati educativi in aumento rispetto ai colleghi di sesso maschile, le donne manager si trovano in nettissima minoranza.

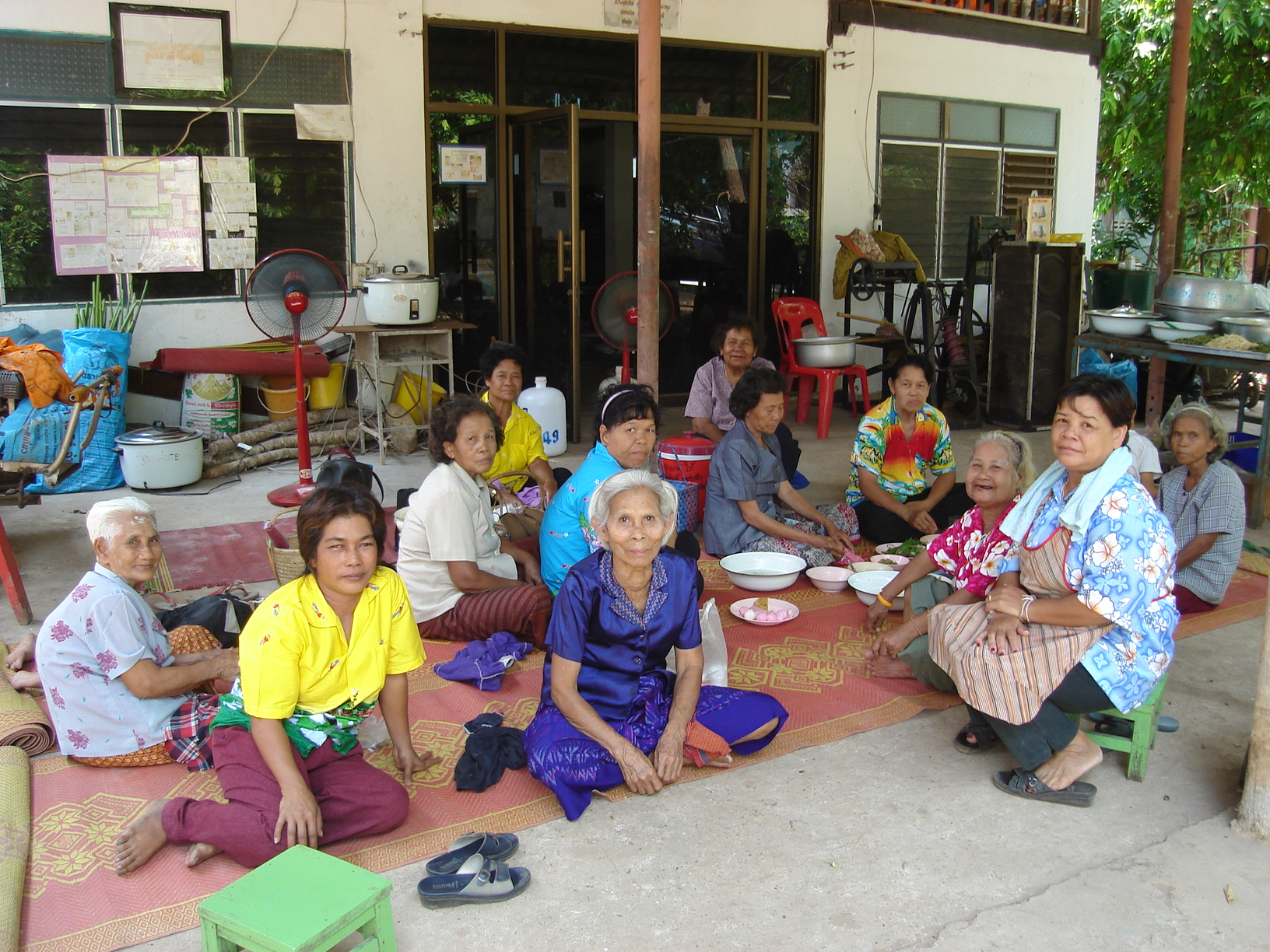
Donne thailandesi

- Thailandia

Le donne thailandesi sono state tra le prime del continente asiatico ad ottenere il diritto di voto nel 1932; tuttavia ancora in tempi recentissimi rimangono sottorappresentate in ambito politico. Il ruolo effettivo svolto dalle donne nello sviluppo della nazione non è stato ancora pienamente stabilito; i fattori che possono influenzare la partecipazione femminile in campo socio-economico sono "una consapevolezza inadeguata di genere e nel processo di uguaglianza politica", oltre ai diffusi stereotipi sociali.
- Timor Est

- Vietnam

Le donne in Vietnam hanno avuto un ruolo storico significativo nella difesa del paese durante la pluridecennale Guerra del Vietnam (1945-1975); han preso parte alle pattuglie di guardia in difesa dei villaggi, ma anche come agenti segreti e spie, propagandiste, oltre che reclutatrici militari. Diventando così attivamente partecipi nella lotta per liberare la nazione dall'occupazione straniera, le donne vietnamite sono state così in grado di liberarsi in un colpo solo da secoli di influenza derivante dal confucianesimo che le aveva rese cittadine di seconda categoria.
Storicamente, questo carattere e spirito intimo femminile è stato esemplificato dal comportamento delle sorelle Trung (I sec), i primi personaggi storici nella storia del Vietnam che si ribellarono contro l'allora dominazione cinese; caratteristica questa sintetizzata anche dal proverbio che dice "quando il nemico è alle porte, la donna esce a combattere".

## Asia occidentale

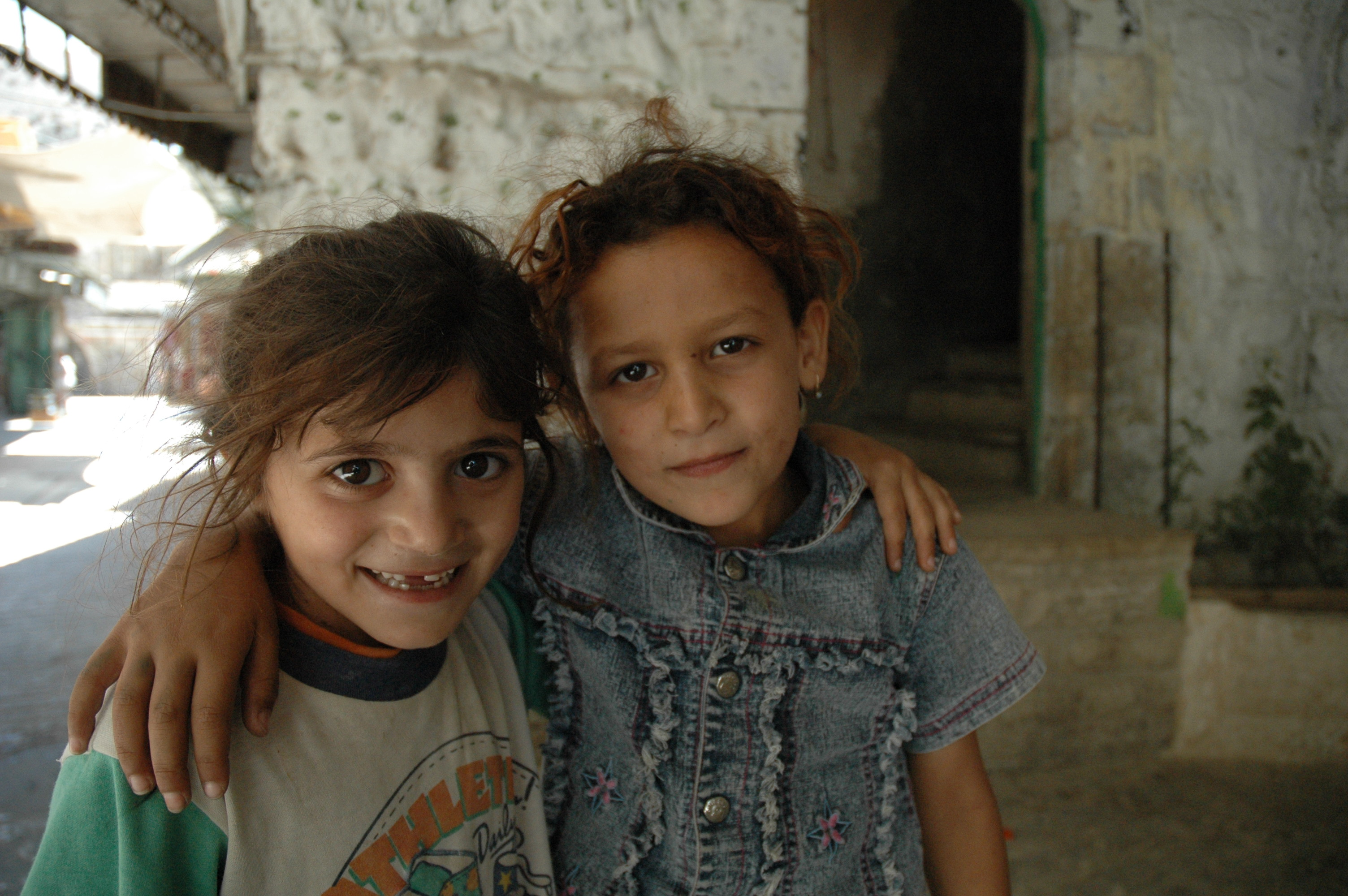
Bambine palestinesi di Hebron

- Arabia Saudita

I diritti delle donne in Arabia Saudita sono definiti principalmente dai costumi tribali islamici, la penisola arabica è stata d'altra parte la culla ancestrale del patriarcato; qui tra le tribù nomadi i concetti di purdah (separazione radicale tra maschi e femmine) e namus (il concetto di virtù e onore) sono considerati centrali.
Tutte le donne, senza alcuna eccezione né distinzione di età, sono tenute ad avere un tutore maschio; da poco possono votare ed essere elette a cariche politiche di rilievo, tuttavia il re Abd Allah dell'Arabia Saudita aveva dichiarato che alle donne sarebbe stato concesso il diritto di voto a partire dalle elezioni amministrative del 2015 e la possibilità d'esser nominate all'assemblea consultiva; è stato, inoltre, eliminato ufficialmente, il 24 giugno 2018, il divieto per le donne di guidare.
Il World Economic Forum del 2009 nel rapporto Global Gender Gap Report ha classificato lo stato al 130º posto su 134 per parità di genere, con un'emancipazione politica pari a zero e piccolissimi aumenti di opportunità economica.
Il 21% delle donne saudite sono nel mondo del lavoro e costituiscono il 16,5% della forza lavoro complessiva. Bisogna far notare anche che una certa percentuale di donne non voglia alcun cambiamento e vi si opponga con forza; anche gli stessi fautori delle riforme sono critici verso l'idea di riprendere pari pari il modello occidentale, il quale non riesce a comprendere "l'unicità della società saudita".
La stessa giornalista Maha Akeel, critica dei costumi patriarcali del suo paese, dice: "Noi non chiediamo i nostri diritti secondo i valori occidentali e i loro stili di vita. Vogliamo solamente un ruolo modellato secondo a quanto ne dice l'Islam.".
- Armenia

A causa della forte tradizione patriarcale di tutta la cultura e società armena, le donne sono sempre state educate a comportarsi in maniera virtuosa e sottomessa, soprattutto salvaguardando la propria verginità fino al momento del matrimonio: la maggior parte delle donne ha così abitualmente assunto esclusivamente il ruolo di madri e casalinghe. Nonostante ciò alcune di loro sono riuscite a raggiungere un qualche ruolo di rilievo sia nel mondo degli affari che in politica.

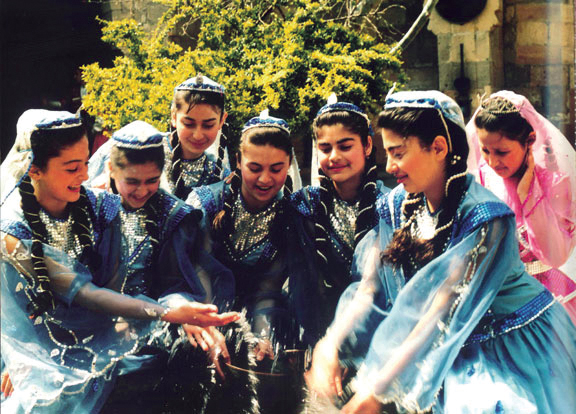
Ragazze azere durante una danza tradizionale

Ragazza georgiana.

. Secondo il gender gap report 2019 l'Armenia occupa il 98º posto su 153 per quanto riguarda i diritti delle donne, con un punteggio di 0,684 su 1.
- Azerbaigian

Le donne in Azerbaigian nominalmente godono degli stessi diritti degli uomini, tuttavia la discriminazione sociale rimane un grave problema: le norme sociali tradizionali e il forte ritardo di sviluppo economico nelle zone più rurali e interne del paese hanno continuato a limitare il ruolo delle donne soprattutto in campo economico, e vi sono state prove della difficoltà ad esercitare i propri diritti legali proprio a causa della discriminazione sociale.
Il suffragio universale è stato introdotto nel 1918 dalla Repubblica Democratica di Azerbaigian, rendendolo così il primo paese al mondo a maggioranza musulmana ad averlo concesso. A partire dal 2007 diverse donne sono state chiamate a ricoprire posizioni governative, tra cui quelle di vice presidente del parlamento, alcuni vice ministri ed il vice presidente della commissione elettorale centrale.
Non vi sono restrizioni legali per quanto riguarda la partecipazione delle donne alla vita pubblica e a partire dal 2001 v'erano 19 parlamentari donne su un totale di 125, aumentandone così la percentuale dall'11 al 16%.
Secondo il global gender gap report 2019 l'Azerbaigian occupa la posizione numero 94 su 153 per quanto riguarda i diritti delle donne con un punteggio di 0,684 su 1 (68% di parità).
- Bahrein

Le donne nella piccola isola del Golfo persico si trovano a vivere una delle realtà più attive nel mondo pubblico di tutti i paesi arabi. Essendo in genere altamente istruite, la maggior parte di loro sono ben rappresentate in tutto lo spettro professionale, oltre che all'interno della società civile e in organizzazioni femminili. Oltre ad avere il diritto di voto, circa un quarto delle donne del Bahrein sono in grado di mantenersi in posti di lavoro al di fuori dei confini familiari.
I diritti delle donne sono stati una delle pietre angolari delle riforme politiche avviate dal re Hamad bin Isa Al Khalifa: dopo che la costituzione è stata modificata nel 2002 per la prima volta è stato concesso alle donne il diritto di voto e l'eleggibilità alle elezioni nazionali. L'estensione dei diritti politici è stata accompagnata da una campagna promozionale per l'ottenimento di posizioni di autorità dentro il governo.
Secondo il gender gap report del 2019 il Bahrein occupa la posizione numero 133 su 153 per quanto riguarda i diritti delle donne, con un punteggio di 0,629 su 1,000 (2006 posizione 102ª con un punteggio di 0,589/1,000). Il 46,1% delle donne lavora, il 21,6% dei giudici o di coloro che ricoprono cariche importanti sono donne, il 32,6% sono operaie e lavoratrici importanti. Le donne istruite sono il 95% e coloro che hanno conseguito un'istruzione primaria, secondaria e terziaria sono il 95,9%, 93,8% e 67,8%. Il 15% sono parte del Parlamento, il 4,3% dei ministri. Il diritto di voto è stato conseguito nel 1973, 42 anni prima della vicina Arabia Saudita. L'età media per avere un figlio è di 29,7 anni con 2,00 figli a donna.
- Cipro

Secondo il gender gap report del 2019 Cipro occupa la 91ª posizione su 153 Paesi analizzati con un punteggio di 0,692/1,000 (2006 83ª posizione punteggio di 0,643/1,000). Il 68,9% delle donne lavorano, il 17% delle donne sono legislatrici e coprono cariche importanti, il 52,3% sono figure importanti. Il 98,1% sono istruite, il 97,7% hanno raggiunto un'istruzione primaria, il 95,1% secondaria e 69,4% terziaria. Il 17,9% fanno parte del Parlamento e il 18,2% sono ministri. Il diritto di voto è stato istituito per le donne nel 1960 e l'età media è di 29,8 anni per mettere al mondo un figlio con 1,34 figli per donna.
- Emirati Arabi Uniti

Il ruolo e diritti delle donne negli Emirati Arabi Uniti sono notevolmente progrediti negli ultimi anni, mettendo il paese ai primi posti come progresso nel campo dei diritti femminili all'interno del mondo arabo. Anche se prima del 1960 vi sono state ben poche opportunità per le donne di uscire dal contesto familiare, la scoperta di giacimenti petroliferi in tutta l'area ha portato presto ad una promozione di posizione per le donne.
 La costituzione garantisce piena parità tra uomini e donne in vari settori, tra cui quello dello status giuridico e dell'accesso all'istruzione; l'unione generale delle donne (GWU) istituito da HH Sheikha Fatima bint Mubarak, moglie dell'allora presidente lo sceicco Zayed bin Sultan Al Nahyan, rimane una forte istituzione statale ed attua diverse iniziative a promozione dello sviluppo e benessere della componente femminile del paese.
Nel rapporto 2008 delle Nazioni Unite sul programma di sviluppo gli Emirati si son classificati al 29º posto su 177 nazioni nelle misure a favore delle donne, la miglior valutazione fra tutti i paesi arabi
Secondo il gender gap report del 2019 gli Emirati Arabi si sono classificati 120esimi su 153 paesi per quanto riguarda i diritti delle donne con un punteggio di 0,655 su 1.
Amal Al Qubaisi è dal 18 novembre 2015 al 14 novembre 2019 Presidente del Consiglio Federale Nazionale, prima donna negli Emirati. 
- Georgia

Le donne in Georgia sono di fatto molto stimate all'interno della società e viene concessa loro una forma quasi cavalleresca di rispetto. La statua Kartlis Deda soprannominata "Madre della Giorgia" e che si trova nella zona collinare di Tbilisi forse meglio di qualsiasi altra cosa simboleggia il carattere nazionale femminile: nella mano sinistra tiene difatti una ciotola di vino con cui saluta gli ospiti e nella sua destra una spada sguainata contro i nemici.
Secondo il Global Gender Gap Report 2019 la Georgia ricopre la 74ª posizione con un punteggio di 0,708/1,000 (2006 posizione 54ª con un punteggio di 0,670). Il 63,4% delle donne lavorano, il 44,2% di loro sono giudicesse e persone importanti, mentre il 63,4% sono professioniste. Il 99,3% di loro sono alfabetizzate, il 98,2%, il 96,8% e il 63,7% di loro hanno conseguito un'istruzione primaria, secondaria e terziaria. Il 14,8% di loro sono parte del Parlamento mentre il 27,3% sono le componenti del Consiglio dei Ministri. L'età media per una donna per mettere al mondo un figlio è di 27 anni con 2,06 figli per donna.
- Giordania

Lungo il corso della storia lo status politico, sociale ed economico delle donne in Giordania è variato in base ai valori tradizionali, culturali e religiosi vigenti. L'attuale quadro normativo che si basa sul codice civile europeo è accoppiato con la tradizione islamica rappresentata dalla Sharia, la legge religiosa; ciò ha determinato i diritti e le libertà legalmente concessi alla componente femminile del paese, mentre le idee più tradizionali circa la mascolinità e la femminilità sembrano precludere parzialmente ancor oggi l'accesso delle donne all'istruzione, al mondo lavorativo ed alla sfera pubblica in generale. Secondo il Global Gender Gap Report 2019 la Giordania occupa la 138ª posizione su 153 paesi analizzati (2006 93ª posizione con un punteggio di 0,611/1,000). Il 15,1% delle donne sono occupate, il 97,8% delle donne sono alfabetizzate (80,2%, il 63,5% e il 37,4% delle donne ha conseguito un'istruzione primaria, secondaria e terziaria). Il 15,4% dei membri del Parlamento sono donne (il 20,8% per quanto riguarda i ministri). L'età media di una donna quando mette al mondo un figlio è di 29,7 anni e una media di 2,77 figli a donna. Il diritto di voto è stato concesso alle donne nel 1974.

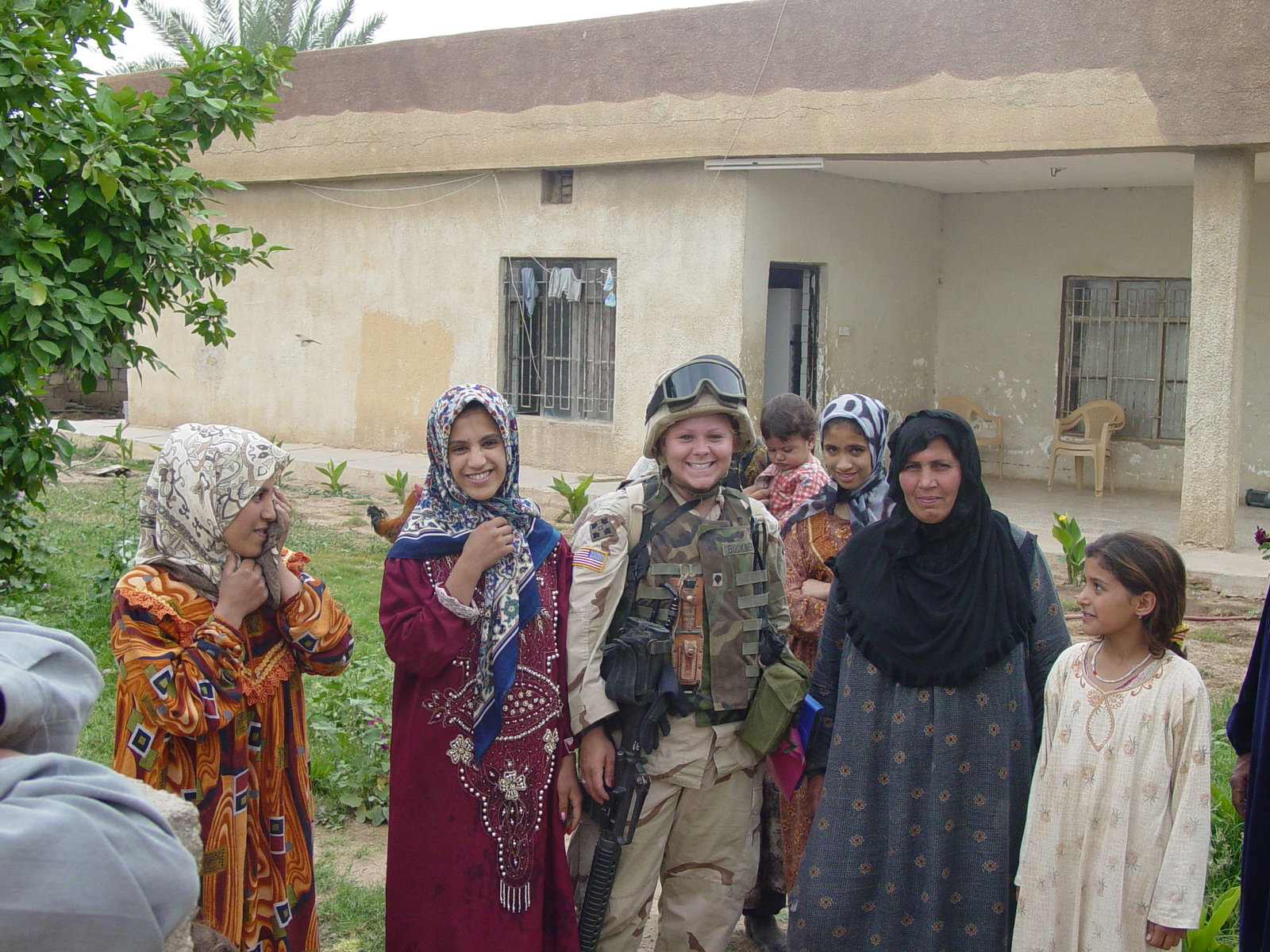
Donne irakene nel 2005 assieme ad una soldatessa statunitense

La Giordania si è classificata 138ª su 153 paesi secondo il gender gap report del 2019, con un punteggio di 0,623 su 1.
Condizione della donna in Giordania
- Iraq

Le donne irachene dall'inizio del XXI secolo si trovano immerse in una situazione di guerra, tumulti e rivolte sociali. Il loro status è influenzato da molti fattori: non solamente la guerra in Iraq, ma anche il conflitto religioso settario tra sunniti e sciiti, i dibattiti concernenti la legge islamica e la costituzione statale, le tradizioni culturali ed infine il secolarismo moderno.
Centinaia di migliaia di donne irachene si ritrovano ad essere vedove e sole a causa di tutta una serie di guerre e conflitti interni; le organizzazioni che lottano a favore dei diritti delle donne sono impegnate contro le molestie e l'intimidazione nei posti di lavoro, per promuovere miglioramenti nella condizione femminile attraverso interventi legislativi, in materia d'istruzione ed in molti altri settori.
Secondo un sondaggio del 2014 l'1% effettuato in Egitto, Tunisia, Turchia, Iraq, Arabia Saudita, Pakistan e Libano, il 4% dei musulmani intervistati in Iraq ha ritenuto giusto che le donne indossassero il burqa obbligatoriamente nel Paese, l'8% ha optato per il niqab, il 32% per lo chador, il 44% per l'Al-Amira, il 10% per l'hijab; mentre il 3% ha ritenuto giusto che girassero senza alcun velo. Il 27% ha ritenuto giusto che una donna avesse il diritto di uscire vestita come volesse.

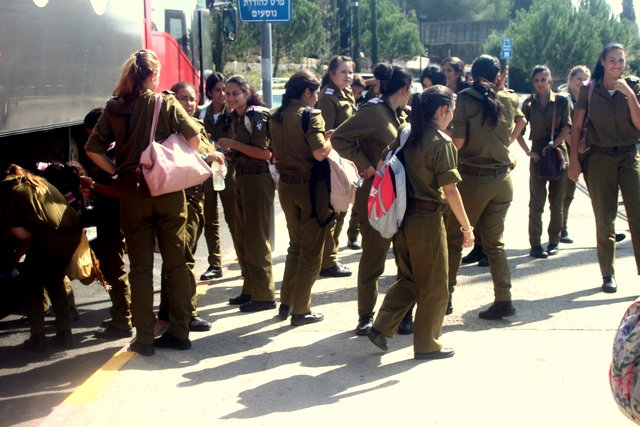
Donne soldato israeliane

Secondo il Gender Gap Report del 2019 l'Iraq si è classificato 152º su 153 paesi analizzati con un punteggio di 0,530 su un punteggio che va da 0,000 a 1,000 a causa della sua persistente disuguaglianza di genere. Per quanto riguarda la partecipazione politica si classifica 153ª con un punteggio di 0,227 su 1,000. Le donne costituiscono il 13% della forza lavoro, il 21,8% dei manager, di giudici e di personalità importanti sono donne, il 31% dei lavoratori professionisti sono donne. Il tasso di alfabetizzazione è del 44% (mentre il maschile è del 56,2%, l'86,9 delle donne hanno concluso gli studi primari, il 40,3% di loro ha concluso i secondari, mentre solo il 12% di loro ha concluso gli studi terziari. Il 25,2% dei parlamentari sono donne, mentre nessuna donna ha ricoperto la carica di ministro al momento all'interno del Paese. Il diritto di voto è stato conseguito nel 1980. L'età media di una donna quando mette al mondo un figlio è di 28,7 anni. Mentre il numero di figli per donna sono 3,68. Circa 79 donne su 100.000 muoiono per parto naturale.
- Israele

Lo status e il ruolo delle donne nel moderno Stato d'Israele si basano su fattori sociali, storici, politici, militari, legislativi e religiosi. Il numero di donne che occupano posizioni di primo piano in politica è aumentato dal 1993 e sono arrivate ad occupare ruoli di sindaco, giudici della corte suprema e distrettuale, avvocati di stato, membri del parlamento e ministri.
Anche se la legge proibisce chiaramente ogni discriminazione in base al sesso d'appartenenza, vi sono state sporadiche ma significative denunce di disparità salariali: discriminazione sociale e violenza domestica sono infine identificate come uno dei problemi fondamentali della componente nazionale beduina
Israele si è classificato 64º su 153 paesi del mondo secondo il gender gap report del 2019, con un punteggio di 0,718 su 1.
- Kuwait

Le donne in Kuwait risultano essere tra le più emancipate di tutta la penisola arabica: possono viaggiare da sole, guidare 'automobile e anche lavorare senza aver bisogno del consenso preventivo di padri o mariti e raggiungere posizioni di potere ed influenza anche molto elevata

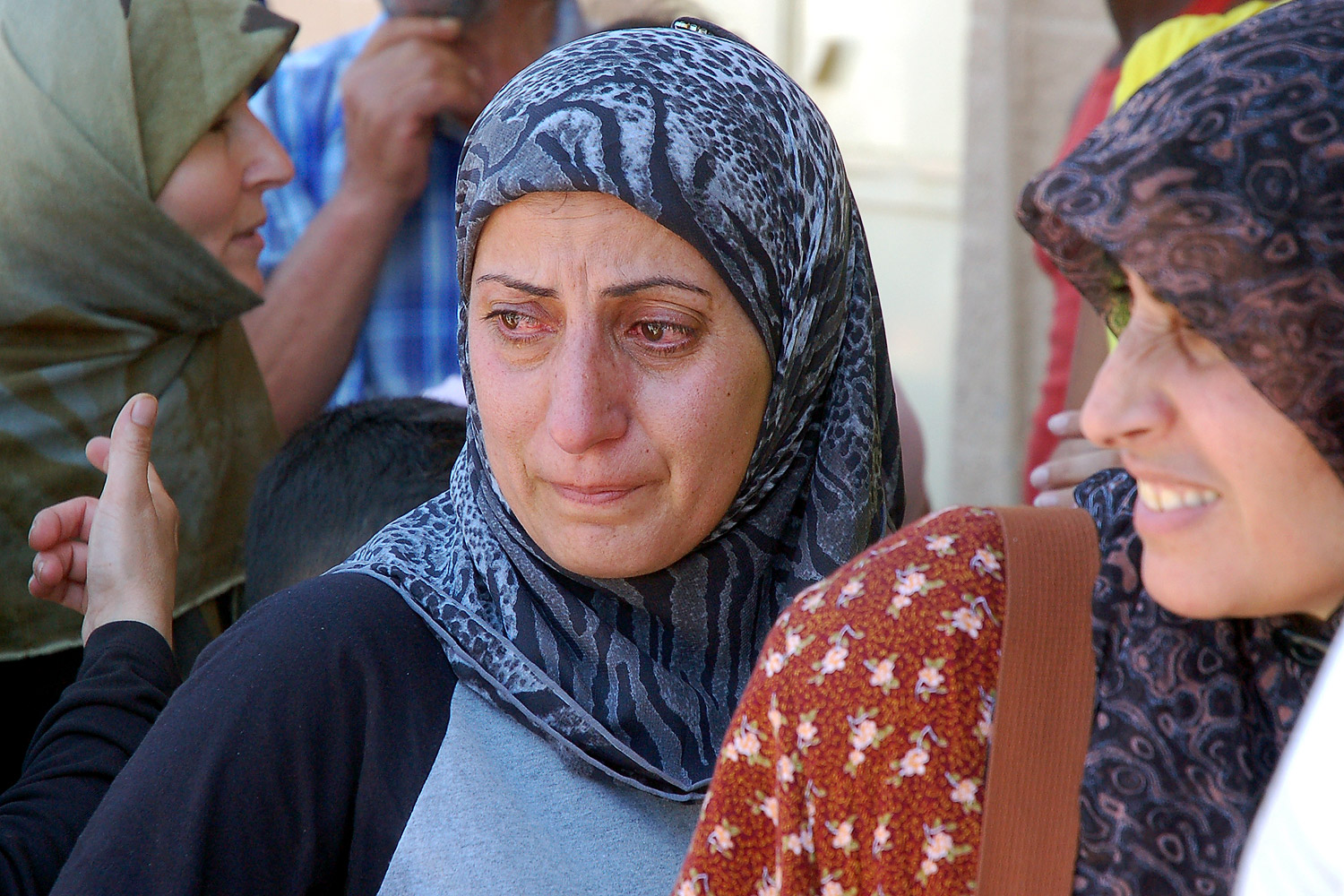
Donne rifugiate nel Libano del sud

. Il Kuwait si è classificato 122º su 153 paesi secondo il gender gap report 2019, con un punteggio di 0,750 su 1.
- Libano

A causa del gran numero di religioni ufficialmente riconosciute in Libano, il diritto di famiglia è disciplinato da almeno 15 codici differenti; le donne si trovano così ad usufruire di una protezione legale che però può sensibilmente variare a seconda della religione d'appartenenza. L'età consentita per il matrimonio può così giungere in alcuni casi ad essere di 12 anni; la poligamia viene permessa se il maschio della famiglia è musulmano; l'autorità parentale appartiene al patriarca della casa che è anche il tutore legale di tutti i minori; le femmine ricevono meno eredità del maschio. I figli di una donna libanese e di uno straniero non hanno il diritto ad ottenere la nazionalità.
Le ONG locali e regionali hanno contribuito ad aumentare il livello di consapevolezza nei riguardi della violenza commessa contro le donne in Libano; anche se a tal riguardo le politiche del governo continuano ad essere più che mai carenti, e tentativi di migliorare questa situazione hanno incontrato forti resistenze. La legislazione dello stato non riconosce il concetto di stupro coniugale ed il tentativo di inserirlo nel codice penale è stato a più riprese attaccato dagli integralisti religiosi.
Secondo un sondaggio del 2014 l'1% effettuato in Egitto, Tunisia, Turchia, Iraq, Arabia Saudita, Pakistan e Libano, il 2 % dei musulmani intervistati in Libano ha ritenuto giusto che una donna avrebbe dovuto indossare il burqa come abito obbligatorio nel Paese, mentre l'1% ha optato per il niqab, il 3% per lo chador, il 32% ha scelto l'Al-Amira, il 12% l'hijab, mentre il 49% ha affermato che una donna dovesse girare senza velo. Il 49% degli intervistati ha ritenuto giusto che una donna scegliesse sempre cosa indossare liberamente
Vedi anche: Condizione della donna in Libano
- Oman

Le donne in Oman sono state storicamente sempre un gruppo separato, escluse in tutto e per tutto dalla vita quotidiana; ma a partire dagli anni '70 hanno lentamente iniziato a sfidare molte delle tradizioni basate sulla segregazione di genere. Oggi la componente femminile dello stato può intraprendere una carriera ed avere una formazione professionale, muovendosi dal loro precedente confinamento all'interno della vita familiare nella sfera pubblica.
Il 17 ottobre si celebra nel paese la giornata annuale dedicata alle donne, con vari eventi e celebrazioni. Secondo il Global Gender Gap Report l'Oman occupa la 144ª posizione su 153 paesi analizzati con un punteggio di 0,602 su 1,000. Il 32,4% delle donne lavora, le donne legislatrici, ufficiali e manager costituiscono l'11,1%, mentre le donne lavoratrici operaie e tecniche professioniste sono il 25,8%. Il 92,7% delle donne sono alfabetizzate, il 96,2% delle donne hanno raggiunto un'istruzione primaria, il 93,2% un'istruzione secondaria e il 55,6% terziaria. L'1,2% delle donne fanno parte del Parlamento e il 6,7% delle donne fanno parte del Consiglio dei Ministri. 31,1 anni è l'età media di una donna quando mette al mondo il primo figlio, con una media di 2,93 figli a donna. Il suffragio Universale avviene solo nel 1994.
Condizione della donna in Oman
- Qatar Secondo il Global Gender Gap Report del 2019 il Qatar ricopre la 135ª posizione su 153 paesi analizzati, con un punteggio di 0,629 su 1,000.

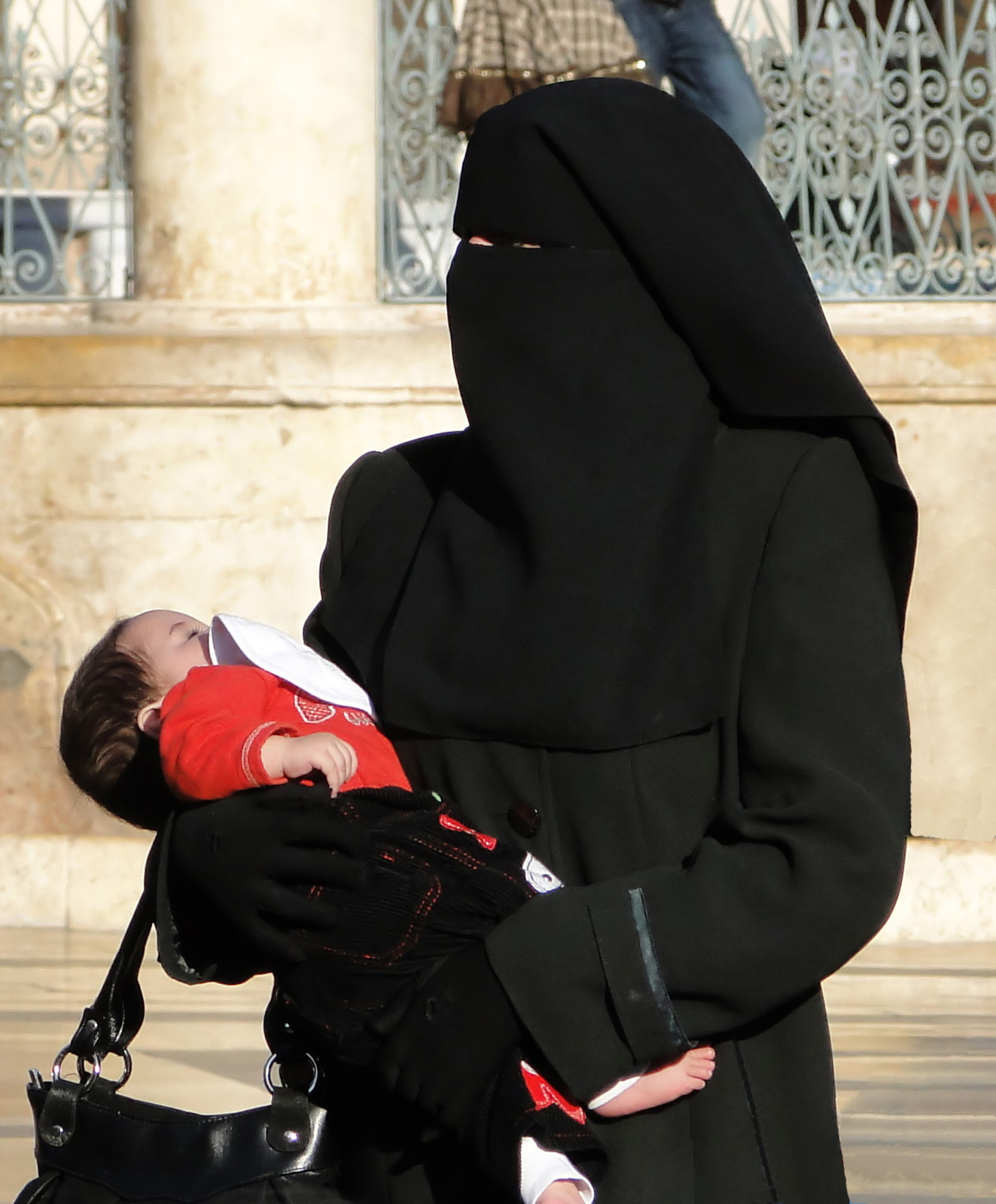
donna in niqab ad Aleppo, Siria

Il 59% delle donne partecipano alla forza lavorativa attiva nel paese, il 14,9% dei manager e professionisti legislatori sono donne e le donne professioniste lavoratrci sono il 22,2%. Il tasso di alfabetizzazione è del 94,7%, mentre le percentuali delle donne che hanno raggiunto un'istruzione primaria, secondaria e terziaria sono rispettivamente il 95,2%, il 91,8% e il 54,9%. Il 9,8% dei componenti del Parlamento sono donne e il 7,1% dei ministri sono donne. L'età media delle donne quando mettono al mondo un figlio è di 29,9 anni con una media di 1,88 figli. Il diritto di voto è stato raggiunto solo nel 2003.
- Siria

In Siria le donne sono state in grado di acquisire un maggior numero di diritti rispetto alle loro controparti femminile delle altre nazioni arabe; questi comprendono la custodia dei figli al di sotto dei 15 anni e il diritto di dar la nazionalità per nascita alla prole il cui padre non sia cittadino siriano.
Comunemente le donne di Damasco indossano abiti di fattura occidentale comprendenti gonne lunghe, pantaloni, jeans e scarpe col tacco alto.
Il 1 dicembre 1976 Najah al-Attar diventa la prima donna ministro in Siria, carica che ricoprirà fino al 19 gennaio 2000. Dal 23 marzo 2006 diventa vicepresidente della Siria. Nel 2000 Baria al-Qudsi diventa ministro del lavoro e degli affari sociali.
Secondo il Global Gender Gap Report del 2019, la Siria si posiziona 150ª su 153 paesi analizzati, con un punteggio di 0,567 su 1,000. Ciò testimonia che la strada da fare per l'uguaglianza di genere è ancora molto lunga da fare. L'opportunità e la partecipazione lavorativa è gravemente insufficiente, con un punteggio di 0,249 su 1,000. Solo il 12,9% delle donne partecipano alla forza lavorativa in Siria. Il 9% dei manager e giudici importanti sono donne e il 39,4% lavoratori e operatori professionisti. Il 73,6% delle donne sono alfabetizzate nel Paese. La percentuale delle donne che hanno conseguito un'istruzione primaria, secondaria e terziaria sono rispettivamente il 67%, 48,1% e 42,8%. Il 13,2% dei componenti del Parlamento sono donne e il 13,3% dei ministri sono donne. Il suffragio universale in Siria è stato raggiunto nel 1949. L'età media di una donna quando mette al mondo il primo figlio è di 29,4 con una media di 2,84 figli a donna.
Hadiya Khalaf Abbas diventa presidente del Consiglio del Popolo dal 6 giugno 2016 al 20 luglio 2017.
- Palestina

Ruolo principale e determinante è il suo esser parte integrante della struttura familiare, dall'unità nucleare all'hamula o 'famiglia estesa', che è la struttura più comune di famiglia all'interno della società palestinese. Influenze di freno significative sui diritti delle donne nei territori palestinesi sono le influenze patriarcali e gl'insegnamenti religiosi.
Generalmente i genitori preferiscono avere figli maschi in quanto questi portano il nome della famiglia ed assicurano la continuità della linea familiare, rafforzando le probabilità di una sua stabilizzazione economica; le femmine invece non garantiscono alcun reddito e la società le ha tradizionalmente modellate per considerarsi inferiori ai maschi.
- Turchia

Il ruolo delle donne nella Turchia moderna è definito da un percorso di lotta incorso alla ricerca d'una piena uguaglianza di genere; tra gli elementi che vi hanno contribuito sono comprese anche le richieste di adeguamento agli standard europei a seguito della candidatura per far parte integrante della CEE. Un'adesione futura all'UE richiede una restrizione dei modelli patriarcali più vicini all'islamismo.

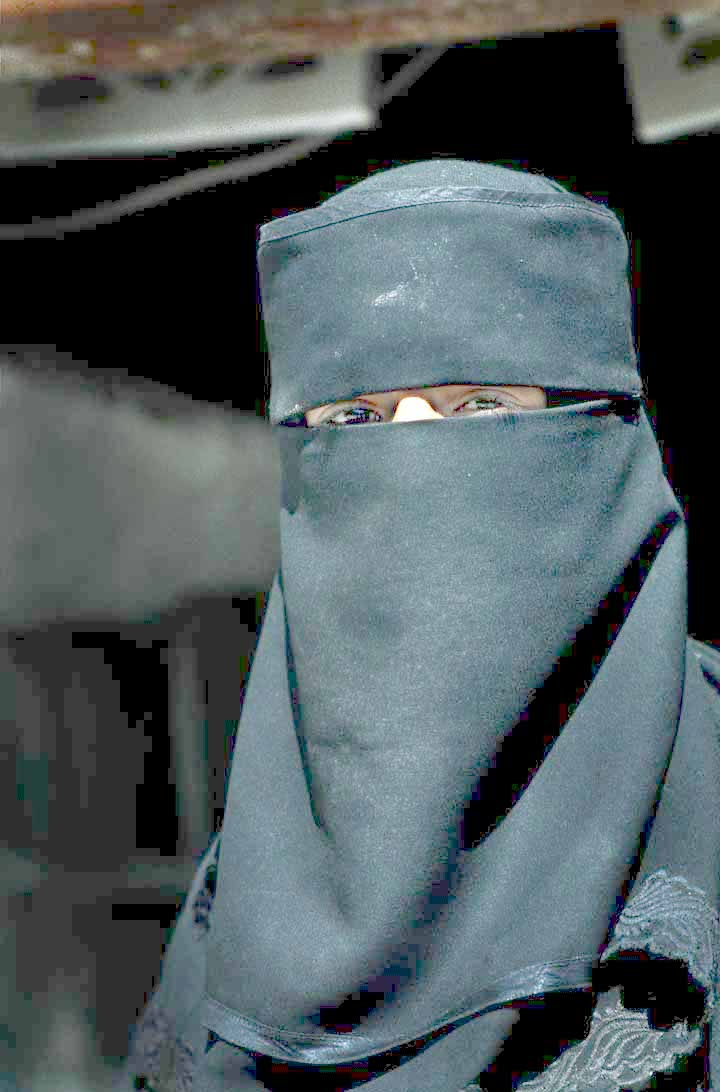
Donna yemenita in niqab

- Yemen

Storicamente le donne nello Yemen hanno sempre avuto meno potere e rilevanza all'interno della società rispetto agli uomini; questo anche se il governo ha fatto notevoli sforzi nel tentativo di migliorare i diritti delle donne nel paese, compresa una strategia impostata sullo sviluppo e la salute femminile. Molte norme sia culturali che religiose fino ad oggi hanno impedito alle donne d'acquisire pari diritti nei confronti degli uomini, assieme ad una scarsa applicazione della legislazione vigente.
Attualmente le donne yemenite non detengono molti diritti economici, sociali o culturali: mentre il suffragio universale femminile è stato acquisito nel 1967 e la tutela costituzionale e giuridica è stata estesa alla componente femminile dello stato tra il 1990-94, ancora esse si trovano costrette a dover lottare per esercitar i loro diritti politici e civili.
La componente femminile del paese ha avuto un ruolo importante nella storia della nazione e della società; la mitica regina di Saba è motivo e fonte d'orgoglio. La regina Arwa (XI secolo) è ricordata per l'attenzione dimostrata verso le infrastrutture statali, ed il tempo del suo lungo regno è stato prospero sotto la sua legge. Oggi, le donne moderne dello Yemen tuttavia, son soggette ad una società che riflette in gran parte tradizioni agrarie, tribali e patriarcali: questo, associato all'analfabetismo femminile e la dipendenza economica ha portato le donne ad esser continuamente private dei loro diritti come cittadini.
Secondo il Global Gender Gap Report del 2019, lo Yemen si classifica 153º su 153 paesi analizzati con un punteggio di 0,494 su 1,000 per quanto riguardano i diritti delle donne. Un miglioramento rispetto alle statistiche del 2006, dove il punteggio era 0,459 su 1,000. Per quanto riguarda la partecipazione economica il punteggio è di 0,273 occupando la 151ª posizione (nel 2006 il punteggio era di 0,253 e la posizione era 114ª). Il 6,3% delle donne fa parte della forza lavorativa in Yemen; il 4,1% di loro fanno parte dei manager e giudici e cariche alte nel Paese, mentre i tecnici e lavoratori professionisti donne sono il 14,6%. Il tasso di alfabetizzazione delle donne è del 35% (gli uomini invece il 73,2%), il 78,7% delle donn ha concluso gli studi primari, il 40,2% di loro gli studi secondari, il 6,2% di loro gli studi terziari. Lo 0,3% delle donne sono membri del Parlamento, il 6,5% dei ministri in Yemen sono donne. L'età media per una donna per il primo figlio è di 30 anni e la media di figli è di 3,84.